# Polska Liga Siatkówki (2001/2002)
Polska Liga Siatkówki 2001/2002 − 66. sezon mistrzostw Polski (2. sezon jako ligi profesjonalnej) organizowany przez Profesjonalną Ligę Piłki Siatkowej SA pod egidą PZPS. Zainaugurowany został 12 października 2001 roku i trwał do 27 kwietnia 2002 roku.
Rozgrywki składały się z fazy zasadniczej, w której uczestniczyło 10 zespołów, fazy-play-off składającej się z ćwierćfinałów, półfinałów, meczów o miejsca 5-8, meczów o 3. miejsce i finałów oraz fazy play-out, w której zespoły rywalizowały o miejsca 9-10.
Tytuł mistrza Polski drugi raz z rzędu obronił Mostostal-Azoty Kędzierzyn-Koźle, który w finałach fazy play-off pokonał klub Galaxia Starter Bank Częstochowa AZS. Brązowy medal zdobył klub EKS Skra Bełchatów.
W sezonie 2001/2002 w Lidze Mistrzów Polskę reprezentował Mostostal-Azoty Kędzierzyn-Koźle, w Pucharze Top Teams – Galaxia Starter Bank Częstochowa AZS, natomiast w Pucharze CEV – Ivett Jastrzębie Borynia.
Od sezonu 2001/2002 sponsorem Polskiej Ligi Siatkówki została Grupa PZU.

## System rozgrywek

### Faza zasadnicza
W fazie zasadniczej 10 drużyn rozgrywa ze sobą spotkania systemem „każdy z każdym – mecz i rewanż”. Do fazy play-off awans uzyskuje 8 najlepszych drużyn. Drużyny, które zajęły 9. i 10. miejsce po zakończeniu fazy zasadniczej, trafiają do fazy play-out.
W sezonie 2001/2002 wprowadzony został nowy system punktowania meczów. Od tego sezonu za zwycięstwo 3:0 lub 3:1 drużyna otrzymywała 3 punkty, za zwycięstwo 3:2 - 2 punkty, za porażkę 2:3 - 1 punkt, natomiast za porażkę 1:3 lub 0:3 - 0 punktów.

### Faza play-off
Ćwierćfinały

O mistrzowski tytuł grają drużyny, które po zakończeniu fazy zasadniczej zajęły w tabeli miejsca od 1 do 8. Ćwierćfinałowe pary tworzone są według klucza: 1-8; 2-7; 3-6; 4-5. Rywalizacja toczy się do trzech wygranych meczów ze zmianą gospodarza po dwóch meczach. Gospodarzami pierwszych dwóch spotkań są zespoły, które po fazie zasadniczej zajęły wyższe miejsce w tabeli.
Półfinały

W półfinałach grają zwycięzcy z poszczególnych par ćwierćfinałowych. Pierwszą parę półfinałową tworzą zwycięzca rywalizacji 1-8 ze zwycięzcą rywalizacji 4-5, drugą natomiast - zwycięzca rywalizacji 2-7 ze zwycięzcą rywalizacji 3-6. Drużyny grają do trzech wygranych meczów ze zmianą gospodarza po dwóch meczach. Gospodarzami pierwszych dwóch spotkań są zespoły, które po fazie zasadniczej zajęły wyższe miejsce w tabeli.
Mecze o 3. miejsce

O brązowy medal grają przegrani w parach półfinałowych. Rywalizacja toczy się do trzech wygranych meczów ze zmianą gospodarza po dwóch meczach. Gospodarzem pierwszych dwóch spotkań jest zespół, który po fazie zasadniczej zajął wyższe miejsce w tabeli.
Finały

O tytuł mistrzowski grają zwycięzcy w parach półfinałowych. Rywalizacja toczy się do trzech wygranych meczów ze zmianą gospodarza po dwóch meczach. Gospodarzem pierwszych dwóch spotkań jest zespół, który po fazie zasadniczej zajął wyższe miejsce w tabeli.
Mecze o miejsca 5-8

Przegrani par ćwierćfinałowych tworzą pary meczowe na podstawie miejsc zajętych w fazie zasadniczej. Pierwszą parę meczową tworzą drużyny, które w fazie zasadniczej zajęły najwyższe i najniższe miejsce, natomiast drugą parę meczową pozostałe zespoły. Rywalizacja toczy się do trzech wygranych meczów ze zmianą gospodarza po dwóch meczach. Gospodarzem pierwszych dwóch spotkań jest zespół, który po fazie zasadniczej zajął wyższe miejsce w tabeli.
Mecze o 7. miejsce

O 7. miejsce grają przegrani w parach meczowych o miejsca 5-8. Rywalizacja toczy się do trzech wygranych meczów ze zmianą gospodarza po dwóch meczach. Gospodarzem pierwszych dwóch spotkań jest zespół, który po fazie zasadniczej zajął wyższe miejsce w tabeli.
Mecze o 5. miejsce

O 5. miejsce grają zwycięzcy w parach meczowych o miejsca 5-8. Rywalizacja toczy się do trzech wygranych meczów ze zmianą gospodarza po dwóch meczach. Gospodarzem pierwszych dwóch spotkań jest zespół, który po fazie zasadniczej zajął wyższe miejsce w tabeli.

### Faza play-out
Mecze o 9. miejsce

Drużyny z miejsc 9-10 po fazie zasadniczej walczą o utrzymanie się w Polskiej Lidze Siatkówki. Rywalizacja toczy się do czterech wygranych meczów. Gospodarzem pierwszego spotkania jest zespół, który po fazie zasadniczej zajął wyższe miejsce w tabeli, gospodarzem drugiego natomiast - ten, który zajął niższe miejsce w tabeli. Od trzeciego meczu zmiana gospodarza następuje po dwóch rozegranych spotkaniach.
Przegrany w rywalizacji o 9. miejsce opuszcza Polską Ligę Siatkówki i od sezonu 2002/2003 będzie miał prawo uczestniczyć w rozgrywkach I ligi serii B.
Wygrany w rywalizacji o 9. miejsce rozgrywa mecze barażowe z drużyną, która w klasyfikacji końcowej I ligi serii B zajęła 2. miejsce. Rywalizacja toczy się do trzech wygranych meczów ze zmianą gospodarza po dwóch meczach. Gospodarzem pierwszych dwóch spotkań jest zespół, który w klasyfikacji końcowej Polskiej Ligi Siatkówki zajął 9. miejsce.

## Drużyny uczestniczące
| | Polska Liga Siatkówki 2001/2002      |   |     |
| --- | ------------------------------------ | - | --- |
| KED | Mostostal-Azoty Kędzierzyn-Koźle     | 1 | LM  |
| CZE | Galaxia Starter Bank Częstochowa AZS | 2 | TT  |
| JAS | Ivett Jastrzębie Borynia             | 3 | CEV |
| RAD | Nordea Czarni Radom                  | 4 |     |
| OLS | PZU AZS Olsztyn                      | 5 |     |
| WOŁ | Stolarka Wołomin                     | 6 |     |
| NYS | KS Nysa                              | 7 |     |
| SZC | Morze Szczecin                       | 8 |     |
| | Awans z I ligi serii B               |   |     |
| WRO | 1044 Gwardia Wrocław                 | 1 |     |
| BEŁ | EKS Skra Bełchatów                   | 2 |     |
| Oznaczenia: - kolumna pierwsza – skróty nazw drużyn wpisane na mapie (jeśli ta została zamieszczona), - kolumna trzecia – miejsce zajęte przez daną drużynę w poprzednim sezonie. |                                      |   |     |

## Hale sportowe
| Klub                                 | Hala sportowa           | Miejscowość      | Liczba miejsc siedzących |
| ------------------------------------ | ----------------------- | ---------------- | ------------------------ |
| 1044 Gwardia Wrocław                 | Hala Orbita             | Wrocław          | 2000                     |
| EKS Skra Bełchatów                   | Hala Centrum Sportu KWB | Bełchatów        | 1500                     |
| Galaxia Starter Bank Częstochowa AZS | Hala Polonia            | Częstochowa      | 2457                     |
| Ivett Jastrzębie Borynia             | Hala KWK Borynia        | Jastrzębie-Zdrój | 800                      |
| KS Nysa                              | Hala sportowa przy PWSZ | Nysa             | 800                      |
| Morze Szczecin                       | Hala sportowa SDS       | Szczecin         | 1100                     |
| Mostostal-Azoty Kędzierzyn-Koźle     | Hala Śródmieście        | Kędzierzyn-Koźle | 1300                     |
| Nordea Czarni Radom                  | Hala MOSiR              | Radom            | 1600                     |
| PZU AZS Olsztyn                      | Hala Urania             | Olsztyn          | 2400                     |
| PZU AZS Olsztyn                      | Hala AZS UWM w Kortowie | Olsztyn          | 400                      |
| Stolarka Wołomin                     | Hala sportowa ROKiS     | Radzymin         | 1200                     |

## Trenerzy
| Klub                                 | Pierwszy trener     | Narodowość | Drugi trener        | Narodowość |
| ------------------------------------ | ------------------- | ---------- | ------------------- | ---------- |
| 1044 Gwardia Wrocław                 | Maciej Jarosz       | Polska     | Marisz Dutkiewicz   | Polska     |
| EKS Skra Bełchatów                   | Wiesław Czaja       | Polska     | Jacek Nawrocki      | Polska     |
| Galaxia Starter Bank Częstochowa AZS | Ireneusz Mazur      | Polska     | Stanisław Gościniak | Polska     |
| Ivett Jastrzębie Borynia             | Jan Such            | Polska     | Leszek Dejewski     | Polska     |
| KS Nysa                              | Jerzy Salwin        | Polska     | Andrzej Kaczmarek   | Polska     |
| Morze Szczecin                       | Janusz Wojdyga      | Polska     | Andrzej Winiarczyk  | Polska     |
| Mostostal-Azoty Kędzierzyn-Koźle     | Waldemar Wspaniały  | Polska     | Andrzej Kubacki     | Polska     |
| Nordea Czarni Radom                  | Andrzej Skorupa     | Polska     | ?                   | ?          |
| PZU AZS Olsztyn                      | Bogusław Cieciórski | Polska     | Andrzej Grygołowicz | Polska     |
| Stolarka Wołomin                     | Krzysztof Felczak   | Polska     | Paweł Czumaj        | Polska     |

### Zmiany trenerów
| Klub                | Były trener       | Narodowość | Data odejścia | Powód                                                               | Nowy trener         | Narodowość | Data przyjścia |                     |
| ------------------- | ----------------- | ---------- | ------------- | ------------------------------------------------------------------- | ------------------- | ---------- | -------------- | ------------------- |
| Przed sezonem       |                   |            |               |                                                                     |                     |            |                |                     |
| KS Nysa             | Ryszard Kruk      | Polska     | 07.04.2001    | koniec kontraktu                                                    | Jerzy Salwin        | Polska     |                |                     |
| Morze Szczecin      | Andrzej Urbański  | Polska     | 07.04.2001    | koniec kontraktu                                                    | Sławomir Gerymski   | Polska     | 25.06.2001     | [ 4 ]               |
| W trakcie sezonu    |                   |            |               |                                                                     |                     |            |                |                     |
| PZU AZS Olsztyn     | Maciej Tyborowski | Polska     | 17.12.2001    | niesatysfakcjonujące gra i wyniki zespołu                           | Bogusław Cieciórski | Polska     | 18.12.2001     | [ 5 ] [ 6 ]         |
| Morze Szczecin      | Sławomir Gerymski | Polska     | 29.01.2002    | niesatysfakcjonujące gra i wyniki zespołu                           | Janusz Wojdyga      | Polska     | 30.01.2002     | [ 7 ] [ 8 ]         |
| Nordea Czarni Radom | Wojciech Drzyzga  | Polska     | 30.01.2002    | rezygnacja ze względu na złą sytuację finansowo-organizacyjną klubu | Andrzej Skorupa     | Polska     | 04.02.2002     | [ 9 ] [ 10 ] [ 11 ] |

## Sędziowie
W sezonie 2001/2002 w Polskiej Lidze Siatkówki mecze prowadziło 26 sędziów.
| Lista sędziów Polskiej Ligi Siatkówki w sezonie 2001/2002 | Lista sędziów Polskiej Ligi Siatkówki w sezonie 2001/2002 | Lista sędziów Polskiej Ligi Siatkówki w sezonie 2001/2002 | Lista sędziów Polskiej Ligi Siatkówki w sezonie 2001/2002 | Lista sędziów Polskiej Ligi Siatkówki w sezonie 2001/2002 | Lista sędziów Polskiej Ligi Siatkówki w sezonie 2001/2002 | Lista sędziów Polskiej Ligi Siatkówki w sezonie 2001/2002 | Lista sędziów Polskiej Ligi Siatkówki w sezonie 2001/2002 | Lista sędziów Polskiej Ligi Siatkówki w sezonie 2001/2002 | Lista sędziów Polskiej Ligi Siatkówki w sezonie 2001/2002 | Lista sędziów Polskiej Ligi Siatkówki w sezonie 2001/2002 | Lista sędziów Polskiej Ligi Siatkówki w sezonie 2001/2002 |
| Imię i nazwisko                                           | Rok urodzenia                                             | Województwo                                               | Liczba sędziowanych meczów                                | Liczba sędziowanych meczów                                | Liczba sędziowanych meczów                                | Liczba sędziowanych meczów                                | Liczba sędziowanych meczów                                | Liczba sędziowanych meczów                                | Liczba sędziowanych meczów                                | Liczba sędziowanych meczów                                | Liczba sędziowanych meczów                                |
| Imię i nazwisko                                           | Rok urodzenia                                             | Województwo                                               | Faza zasadnicza                                           | Faza zasadnicza                                           | Faza zasadnicza                                           | Faza play-off/play-out                                    | Faza play-off/play-out                                    | Faza play-off/play-out                                    | Razem                                                     | Razem                                                     | Razem                                                     |
| Imię i nazwisko                                           | Rok urodzenia                                             | Województwo                                               | I sędzia                                                  | II sędzia                                                 | Razem                                                     | I sędzia                                                  | II sędzia                                                 | Razem                                                     | I sędzia                                                  | II sędzia                                                 | Razem                                                     |
| --------------------------------------------------------- | --------------------------------------------------------- | --------------------------------------------------------- | --------------------------------------------------------- | --------------------------------------------------------- | --------------------------------------------------------- | --------------------------------------------------------- | --------------------------------------------------------- | --------------------------------------------------------- | --------------------------------------------------------- | --------------------------------------------------------- | --------------------------------------------------------- |
| Jan Baniak                                                | 1952                                                      | opolskie                                                  | 4                                                         | 3                                                         | 7                                                         | 3                                                         | 3                                                         | 6                                                         | 7                                                         | 6                                                         | 13                                                        |
| Jacek Broński                                             | 1963                                                      | wielkopolskie                                             | 3                                                         | 4                                                         | 7                                                         | 2                                                         | 2                                                         | 4                                                         | 5                                                         | 6                                                         | 11                                                        |
| Wiesław Cieślik                                           | 1952                                                      | śląskie                                                   | 3                                                         | 3                                                         | 6                                                         | 0                                                         | 0                                                         | 0                                                         | 3                                                         | 3                                                         | 6                                                         |
| Henryk Darocha                                            | 1954                                                      | śląskie                                                   | 5                                                         | 2                                                         | 7                                                         | 3                                                         | 3                                                         | 6                                                         | 8                                                         | 5                                                         | 13                                                        |
| Ryszard Dietrich                                          | 1949                                                      | dolnośląskie                                              | 4                                                         | 4                                                         | 8                                                         | 2                                                         | 1                                                         | 3                                                         | 6                                                         | 5                                                         | 11                                                        |
| Piotr Dudek                                               | 1961                                                      | podkarpackie                                              | 2                                                         | 5                                                         | 7                                                         | 3                                                         | 2                                                         | 5                                                         | 5                                                         | 7                                                         | 12                                                        |
| Jacek Hojka                                               | 1958                                                      | dolnośląskie                                              | 4                                                         | 5                                                         | 9                                                         | 1                                                         | 3                                                         | 4                                                         | 5                                                         | 8                                                         | 13                                                        |
| Grzegorz Jacyna                                           | 1956                                                      | dolnośląskie                                              | 4                                                         | 3                                                         | 7                                                         | 2                                                         | 3                                                         | 5                                                         | 6                                                         | 6                                                         | 12                                                        |
| Tomasz Janik                                              | 1967                                                      | mazowieckie                                               | 3                                                         | 4                                                         | 7                                                         | 2                                                         | 0                                                         | 2                                                         | 5                                                         | 4                                                         | 9                                                         |
| Dariusz Jasiński                                          | 1959                                                      | kujawsko-pomorskie                                        | 4                                                         | 2                                                         | 6                                                         | 2                                                         | 2                                                         | 4                                                         | 6                                                         | 4                                                         | 10                                                        |
| Andrzej Kiszczak                                          | 1952                                                      | mazowieckie                                               | 3                                                         | 5                                                         | 8                                                         | 3                                                         | 2                                                         | 5                                                         | 6                                                         | 7                                                         | 13                                                        |
| Waldemar Kobienia                                         | 1965                                                      | opolskie                                                  | 3                                                         | 4                                                         | 7                                                         | 1                                                         | 1                                                         | 2                                                         | 4                                                         | 5                                                         | 9                                                         |
| Janusz Kołodziejczyk                                      | 1952                                                      | łódzkie                                                   | 4                                                         | 3                                                         | 7                                                         | 1                                                         | 2                                                         | 3                                                         | 5                                                         | 5                                                         | 10                                                        |
| Henryk Kośla                                              |                                                           | mazowieckie                                               | 5                                                         | 2                                                         | 7                                                         | 2                                                         | 3                                                         | 5                                                         | 7                                                         | 5                                                         | 12                                                        |
| Andrzej Lemek                                             | 1955                                                      | małopolskie                                               | 4                                                         | 3                                                         | 7                                                         | 2                                                         | 2                                                         | 4                                                         | 6                                                         | 5                                                         | 11                                                        |
| Krzysztof Łygoński                                        | 1958                                                      | pomorskie                                                 | 5                                                         | 2                                                         | 7                                                         | 2                                                         | 1                                                         | 3                                                         | 7                                                         | 3                                                         | 10                                                        |
| Jacek Plewnia                                             |                                                           | zachodniopomorskie                                        | 3                                                         | 2                                                         | 5                                                         | 3                                                         | 2                                                         | 5                                                         | 6                                                         | 4                                                         | 10                                                        |
| Marek Rubacha                                             | 1955                                                      | małopolskie                                               | 3                                                         | 5                                                         | 8                                                         | 2                                                         | 2                                                         | 4                                                         | 5                                                         | 7                                                         | 12                                                        |
| Andrzej Salamonik                                         | 1958                                                      | dolnośląskie                                              | 3                                                         | 5                                                         | 8                                                         | 1                                                         | 3                                                         | 4                                                         | 4                                                         | 8                                                         | 12                                                        |
| Bogumił Sikora                                            | 1964                                                      | śląskie                                                   | 2                                                         | 3                                                         | 5                                                         | 2                                                         | 2                                                         | 4                                                         | 4                                                         | 5                                                         | 9                                                         |
| Janusz Soból                                              | 1959                                                      | mazowieckie                                               | 3                                                         | 4                                                         | 7                                                         | 2                                                         | 2                                                         | 4                                                         | 5                                                         | 6                                                         | 11                                                        |
| Mirosław Stando                                           | 1951                                                      | mazowieckie                                               | 3                                                         | 4                                                         | 7                                                         | 2                                                         | 2                                                         | 4                                                         | 5                                                         | 6                                                         | 11                                                        |
| Sylwester Strzylak                                        | 1957                                                      | mazowieckie                                               | 4                                                         | 3                                                         | 7                                                         | 2                                                         | 2                                                         | 4                                                         | 6                                                         | 5                                                         | 11                                                        |
| Krzysztof Szmydyński                                      | 1964                                                      | dolnośląskie                                              | 2                                                         | 3                                                         | 5                                                         | 1                                                         | 1                                                         | 2                                                         | 3                                                         | 4                                                         | 7                                                         |
| Paweł Zajc                                                | 1965                                                      | mazowieckie                                               | 3                                                         | 4                                                         | 7                                                         | 2                                                         | 2                                                         | 4                                                         | 5                                                         | 6                                                         | 11                                                        |
| Adam Żelazny                                              | 1946                                                      | mazowieckie                                               | 4                                                         | 3                                                         | 7                                                         | 0                                                         | 0                                                         | 0                                                         | 4                                                         | 3                                                         | 7                                                         |

## Faza zasadnicza

### Tabela wyników
| Gospodarz \ Gość1                    | KED | CZE | JAS | RAD | OLS | WOŁ | NYS | SZC | WRO | BEŁ |
| Mostostal-Azoty Kędzierzyn-Koźle     |     | 3:1 | 3:0 | 3:0 | 3:1 | 3:1 | 2:3 | 3:1 | 3:0 | 3:0 |
| Galaxia Starter Bank Częstochowa AZS | 2:3 |     | 3:0 | 3:0 | 3:1 | 3:0 | 3:0 | 3:1 | 3:0 | 3:2 |
| Ivett Jastrzębie Borynia             | 1:3 | 2:3 |     | 3:2 | 3:0 | 1:3 | 1:3 | 3:1 | 2:3 | 3:1 |
| Nordea Czarni Radom                  | 3:2 | 0:3 | 0:3 |     | 3:1 | 3:1 | 2:3 | 1:3 | 2:3 | 1:3 |
| PZU AZS Olsztyn                      | 0:3 | 3:2 | 3:2 | 3:0 |     | 3:2 | 3:0 | 1:3 | 1:3 | 3:2 |
| Stolarka Wołomin                     | 0:3 | 1:3 | 3:1 | 1:3 | 3:0 |     | 1:3 | 3:0 | 3:2 | 1:3 |
| KS Nysa                              | 1:3 | 3:2 | 3:1 | 3:0 | 3:0 | 3:0 |     | 3:2 | 1:3 | 3:0 |
| Morze Szczecin                       | 2:3 | 0:3 | 1:3 | 1:3 | 1:3 | 1:3 | 3:0 |     | 2:3 | 3:2 |
| 1044 Gwardia Wrocław                 | 1:3 | 2:3 | 3:1 | 3:0 | 0:3 | 3:0 | 3:1 | 1:3 |     | 2:3 |
| EKS Skra Bełchatów                   | 1:3 | 3:1 | 1:3 | 3:1 | 3:1 | 0:3 | 0:3 | 3:0 | 3:0 |     |

Źródło: archiwum.pls.pl
1 Drużyna gospodarzy jest wymieniona po lewej stronie tabeli.
Kolory:
  zwycięstwo gospodarzy 3:0 lub 3:1
  zwycięstwo gospodarzy 3:2
  zwycięstwo gości 3:0 lub 3:1
  zwycięstwo gości 3:2

### Terminarz i wyniki spotkań
| Data        | Godz. | Gospodarz                            | Rezultat                                | Gość                                 | Widzów |
| ----------- | ----- | ------------------------------------ | --------------------------------------- | ------------------------------------ | ------ |
| 1. KOLEJKA  |       |                                      |                                         |                                      |        |
| 13.10.2001  | 17:00 | EKS Skra Bełchatów                   | 1:3 (16:25, 25:19, 13:25, 19:25)        | Mostostal-Azoty Kędzierzyn-Koźle     | 1700   |
| 12.10.2001  | 19:00 | 1044 Gwardia Wrocław                 | 2:3 (18:25, 25:21, 25:23, 17:25, 12:15) | Galaxia Starter Bank Częstochowa AZS | 1600   |
| 13.10.2001  | 17:00 | Ivett Jastrzębie Borynia             | 3:1 (22:25, 25:19, 25:19, 25:20)        | Morze Szczecin                       | 600    |
| 13.10.2001  | 17:00 | Nordea Czarni Radom                  | 2:3 (25:17, 23:25, 23:25, 25:17, 12:15) | KS Nysa                              | 1000   |
| 13.10.2001  | 17:00 | PZU AZS Olsztyn                      | 3:2 (20:25, 25:14, 25:17, 23:25, 15:13) | Stolarka Wołomin                     | 800    |
| 2. KOLEJKA  |       |                                      |                                         |                                      |        |
| 20.10.2001  | 17:00 | EKS Skra Bełchatów                   | 0:3 (20:25, 18:25, 23:25)               | Stolarka Wołomin                     | 1000   |
| 20.10.2001  | 17:00 | KS Nysa                              | 3:0 (25:19, 25:23, 25:21)               | PZU AZS Olsztyn                      | 900    |
| 20.10.2001  | 17:00 | Morze Szczecin                       | 1:3 (28:30, 25:16, 22:25, 22:25)        | Nordea Czarni Radom                  | 750    |
| 20.10.2001  | 17:00 | 1044 Gwardia Wrocław                 | 3:1 (22:25, 25:17, 25:17, 25:23)        | Ivett Jastrzębie Borynia             |        |
| 19.10.2001  | 19:00 | Mostostal-Azoty Kędzierzyn-Koźle     | 3:1 (15:25, 28:26, 25:21, 30:28)        | Galaxia Starter Bank Częstochowa AZS | 1300   |
| 3. KOLEJKA  |       |                                      |                                         |                                      |        |
| 27.10.2001  | 17:00 | Galaxia Starter Bank Częstochowa AZS | 3:2 (23:25, 25:22, 18:25, 31:29, 15:12) | EKS Skra Bełchatów                   |        |
| 26.10.2001  | 16:30 | Ivett Jastrzębie Borynia             | 1:3 (19:25, 25:20, 27:29, 22:25)        | Mostostal-Azoty Kędzierzyn-Koźle     | 800    |
| 27.10.2001  | 17:00 | Nordea Czarni Radom                  | 2:3 (25:23, 25:21, 24:26, 19:25, 15:17) | 1044 Gwardia Wrocław                 | 1020   |
| 27.10.2001  | 17:00 | PZU AZS Olsztyn                      | 1:3 (33:31, 20:25, 22:25, 23:25)        | Morze Szczecin                       | 1000   |
| 27.10.2001  | 18:00 | Stolarka Wołomin                     | 1:3 (18:25, 25:23, 25:27, 18:25)        | KS Nysa                              | 700    |
| 4. KOLEJKA  |       |                                      |                                         |                                      |        |
| 03.11.2001  | 17:00 | EKS Skra Bełchatów                   | 0:3 (23:25, 20:25, 18:25)               | KS Nysa                              | 850    |
| 03.11.2001  | 17:00 | Morze Szczecin                       | 1:3 (25:20, 23:25, 22:25, 23:25)        | Stolarka Wołomin                     | 700    |
| 03.11.2001  | 17:00 | 1044 Gwardia Wrocław                 | 0:3 (24:26, 22:25, 22:25)               | PZU AZS Olsztyn                      | 1000   |
| 02.11.2001  | 19:00 | Mostostal-Azoty Kędzierzyn-Koźle     | 3:0 (29:27, 25:22, 25:12)               | Nordea Czarni Radom                  | 1300   |
| 03.11.2001  | 17:00 | Galaxia Starter Bank Częstochowa AZS | 3:0 (25:23, 25:19, 25:19)               | Ivett Jastrzębie Borynia             |        |
| 5. KOLEJKA  |       |                                      |                                         |                                      |        |
| 10.11.2001  | 17:00 | Ivett Jastrzębie Borynia             | 3:1 (25:20, 25:22, 18:25, 25:20)        | EKS Skra Bełchatów                   |        |
| 09.11.2001  | 19:00 | Nordea Czarni Radom                  | 0:3 (21:25, 23:25, 14:25)               | Galaxia Starter Bank Częstochowa AZS |        |
| 10.11.2001  | 17:00 | PZU AZS Olsztyn                      | 0:3 (20:25, 19:25, 21:25)               | Mostostal-Azoty Kędzierzyn-Koźle     | 2500   |
| 10.11.2001  | 18:00 | Stolarka Wołomin                     | 3:2 (25:19, 20:25, 25:20, 20:25, 15:11) | 1044 Gwardia Wrocław                 | 600    |
| 10.11.2001  | 17:00 | KS Nysa                              | 3:2 (22:25, 22:25, 32:30, 25:22, 15:13) | Morze Szczecin                       |        |
| 6. KOLEJKA  |       |                                      |                                         |                                      |        |
| 17.11.2001  | 17:00 | EKS Skra Bełchatów                   | 3:0 (25:21, 25:22, 25:18)               | Morze Szczecin                       | 1200   |
| 17.11.2001  | 16:00 | 1044 Gwardia Wrocław                 | 3:1 (25:19, 25:21, 25:27, 25:23)        | KS Nysa                              | 2000   |
| 17.11.2001  | 17:00 | Mostostal-Azoty Kędzierzyn-Koźle     | 3:1 (25:21, 25:17, 23:25, 26:24)        | Stolarka Wołomin                     | 1100   |
| 16.11.2001  | 19:00 | Galaxia Starter Bank Częstochowa AZS | 3:1 (25:20, 25:23, 21:25, 25:16)        | PZU AZS Olsztyn                      | 3000   |
| 17.11.2001  | 17:00 | Ivett Jastrzębie Borynia             | 3:2 (29:31, 25:17, 25:18, 17:25, 15:13) | Nordea Czarni Radom                  |        |
| 7. KOLEJKA  |       |                                      |                                         |                                      |        |
| 24.11.2001  | 17:00 | Nordea Czarni Radom                  | 1:3 (27:29, 18:25, 25:20, 30:32)        | EKS Skra Bełchatów                   |        |
| 23.11.2001  | 19:00 | PZU AZS Olsztyn                      | 3:2 (36:38, 25:22, 16:25, 28:26, 17:15) | Ivett Jastrzębie Borynia             |        |
| 24.11.2001  | 19:00 | Stolarka Wołomin                     | 1:3 (27:25, 20:25, 17:25, 16:25)        | Galaxia Starter Bank Częstochowa AZS | 800    |
| 25.11.2001  | 12:00 | KS Nysa                              | 1:3 (19:25, 26:24, 19:25, 23:25)        | Mostostal-Azoty Kędzierzyn-Koźle     | 1100   |
| 24.11.2001  | 17:00 | Morze Szczecin                       | 2:3 (25:15, 19:25, 18:25, 25:19, 12:15) | 1044 Gwardia Wrocław                 | 550    |
| 8. KOLEJKA  |       |                                      |                                         |                                      |        |
| 30.11.2001  | 19:00 | EKS Skra Bełchatów                   | 3:0 (25:22, 25:20, 25:20)               | 1044 Gwardia Wrocław                 |        |
| 01.12.2001  | 17:00 | Mostostal-Azoty Kędzierzyn-Koźle     | 3:1 (17:25, 25:23, 25:21, 25:15)        | Morze Szczecin                       | 1200   |
| 01.12.2001  | 17:00 | Galaxia Starter Bank Częstochowa AZS | 3:0 (25:20, 25:22, 25:20)               | KS Nysa                              | 3000   |
| 01.12.2001  | 17:00 | Nordea Czarni Radom                  | 3:1 (21:25, 25:18, 34:32, 25:16)        | PZU AZS Olsztyn                      |        |
| 19.12.2001  | 18:00 | Ivett Jastrzębie Borynia             | 1:3 (21:25, 25:15, 22:25, 23:25)        | Stolarka Wołomin                     | 600    |
| 9. KOLEJKA  |       |                                      |                                         |                                      |        |
| 07.12.2001  | 18:00 | PZU AZS Olsztyn                      | 3:2 (25:23, 22:25, 22:25, 26:24, 15:12) | EKS Skra Bełchatów                   | 1500   |
| 07.12.2001  | 19:00 | Stolarka Wołomin                     | 1:3 (21:25, 24:26, 25:22, 21:25)        | Nordea Czarni Radom                  |        |
| 08.12.2001  | 17:00 | Morze Szczecin                       | 0:3 (26:28, 14:25, 20:25)               | Galaxia Starter Bank Częstochowa AZS | 600    |
| 08.12.2001  | 17:00 | Mostostal-Azoty Kędzierzyn-Koźle     | 3:0 (28:26, 25:18, 25:22)               | 1044 Gwardia Wrocław                 |        |
| 13.12.2001  | 18:00 | KS Nysa                              | 3:1 (25:27, 25:19, 25:20, 27:25)        | Ivett Jastrzębie Borynia             |        |
| 10. KOLEJKA |       |                                      |                                         |                                      |        |
| 05.01.2002  | 17:00 | Mostostal-Azoty Kędzierzyn-Koźle     | 3:0 (25:16, 25:11, 25:20)               | EKS Skra Bełchatów                   | 1500   |
| 05.01.2002  | 17:00 | Galaxia Starter Bank Częstochowa AZS | 3:0 (25:15, 25:16, 25:18)               | 1044 Gwardia Wrocław                 | 2500   |
| 04.01.2002  | 19:00 | Morze Szczecin                       | 1:3 (14:25, 20:25, 25:20, 22:25)        | Ivett Jastrzębie Borynia             |        |
| 05.01.2002  | 17:00 | KS Nysa                              | 3:0 (25:21, 25:20, 25:20)               | Nordea Czarni Radom                  | 1000   |
| 05.01.2002  | 18:00 | Stolarka Wołomin                     | 3:0 (25:23, 25:21, 25:22)               | PZU AZS Olsztyn                      |        |
| 11. KOLEJKA |       |                                      |                                         |                                      |        |
| 12.01.2002  | 18:00 | Stolarka Wołomin                     | 1:3 (19:25, 30:28, 23:25, 25:27)        | EKS Skra Bełchatów                   | 600    |
| 12.01.2002  | 17:00 | PZU AZS Olsztyn                      | 3:0 (25:20, 25:15, 25:21)               | KS Nysa                              |        |
| 12.01.2002  | 17:00 | Nordea Czarni Radom                  | 1:3 (21:25, 19:25, 25:21, 18:25)        | Morze Szczecin                       | 1000   |
| 12.01.2002  | 17:00 | Ivett Jastrzębie Borynia             | 2:3 (32:30, 25:20, 19:25, 23:25, 11:15) | 1044 Gwardia Wrocław                 | 800    |
| 12.01.2002  | 17:00 | Galaxia Starter Bank Częstochowa AZS | 2:3 (25:16, 25:21, 21:25, 8:25, 11:15)  | Mostostal-Azoty Kędzierzyn-Koźle     | 3500   |
| 12. KOLEJKA |       |                                      |                                         |                                      |        |
| 20.01.2002  | 17:00 | EKS Skra Bełchatów                   | 3:1 (25:22, 18:25, 25:17, 25:23)        | Galaxia Starter Bank Częstochowa AZS | 1200   |
| 19.01.2002  | 17:00 | Mostostal-Azoty Kędzierzyn-Koźle     | 3:0 (25:23, 25:21, 25:22)               | Ivett Jastrzębie Borynia             |        |
| 19.01.2002  | 17:00 | 1044 Gwardia Wrocław                 | 3:0 (25:23, 25:15, 25:17)               | Nordea Czarni Radom                  | 1200   |
| 19.01.2002  | 17:00 | Morze Szczecin                       | 1:3 (26:24, 20:25, 24:26, 23:25)        | PZU AZS Olsztyn                      | 400    |
| 19.01.2002  | 17:00 | KS Nysa                              | 3:0 (25:16, 25:16, 25:19)               | Stolarka Wołomin                     | 800    |
| 13. KOLEJKA |       |                                      |                                         |                                      |        |
| 15.12.2001  | 17:00 | KS Nysa                              | 3:0 (25:18, 25:16, 25:21)               | EKS Skra Bełchatów                   | 900    |
| 15.12.2001  | 18:00 | Stolarka Wołomin                     | 3:0 (25:22, 25:19, 25:18)               | Morze Szczecin                       | 400    |
| 13.12.2001  | 18:00 | PZU AZS Olsztyn                      | 1:3 (26:24, 21:25, 19:25, 24:26)        | 1044 Gwardia Wrocław                 | 1000   |
| 15.12.2001  | 19:00 | Nordea Czarni Radom                  | 3:2 (23:25, 28:26, 25:14, 20:25, 15:13) | Mostostal-Azoty Kędzierzyn-Koźle     | 950    |
| 15.12.2001  | 17:00 | Ivett Jastrzębie Borynia             | 2:3 (22:25, 25:17, 25:23, 21:25, 8:15)  | Galaxia Starter Bank Częstochowa AZS | 700    |
| 14. KOLEJKA |       |                                      |                                         |                                      |        |
| 02.02.2002  | 19:00 | EKS Skra Bełchatów                   | 1:3 (21:25, 16:25, 25:23, 22:25)        | Ivett Jastrzębie Borynia             |        |
| 02.02.2002  | 17:00 | Galaxia Starter Bank Częstochowa AZS | 3:0 (25:19, 25:19, 25:18)               | Nordea Czarni Radom                  | 1500   |
| 02.02.2002  | 17:00 | Mostostal-Azoty Kędzierzyn-Koźle     | 3:1 (25:16, 19:25, 25:17, 25:19)        | PZU AZS Olsztyn                      | 1100   |
| 02.02.2002  | 17:00 | 1044 Gwardia Wrocław                 | 3:0 (25:19, 25:22, 25:21)               | Stolarka Wołomin                     | 1300   |
| 02.02.2002  | 17:00 | Morze Szczecin                       | 3:0 (25:21, 25:23, 25:22)               | KS Nysa                              | 510    |
| 15. KOLEJKA |       |                                      |                                         |                                      |        |
| 09.02.2002  | 17:00 | Morze Szczecin                       | 3:2 (18:25, 25:16, 24:26, 25:23, 15:11) | EKS Skra Bełchatów                   |        |
| 09.02.2002  | 17:00 | KS Nysa                              | 1:3 (25:21, 23:25, 20:25, 26:28)        | 1044 Gwardia Wrocław                 |        |
| 08.02.2002  | 19:00 | Stolarka Wołomin                     | 0:3 (20:25, 19:25, 19:25)               | Mostostal-Azoty Kędzierzyn-Koźle     |        |
| 08.02.2002  | 18:00 | PZU AZS Olsztyn                      | 3:2 (20:25, 25:21, 27:29, 25:21, 15:11) | Galaxia Starter Bank Częstochowa AZS |        |
| 08.02.2002  | 18:00 | Nordea Czarni Radom                  | 0:3 (14:25, 21:25, 11:25)               | Ivett Jastrzębie Borynia             |        |
| 16. KOLEJKA |       |                                      |                                         |                                      |        |
| 16.02.2002  | 17:00 | EKS Skra Bełchatów                   | 3:1 (19:25, 25:23, 25:19, 25:16)        | Nordea Czarni Radom                  | 1300   |
| 16.02.2002  | 17:00 | Ivett Jastrzębie Borynia             | 3:0 (25:21, 25:20, 25:21)               | PZU AZS Olsztyn                      | 800    |
| 16.02.2002  | 17:00 | Galaxia Starter Bank Częstochowa AZS | 3:0 (25:18, 25:20, 25:15)               | Stolarka Wołomin                     | 1500   |
| 17.02.2002  | 12:00 | Mostostal-Azoty Kędzierzyn-Koźle     | 2:3 (20:25, 25:20, 25:21, 20:25, 11:15) | KS Nysa                              | 1100   |
| 16.02.2002  | 17:00 | 1044 Gwardia Wrocław                 | 1:3 (25:17, 23:25, 22:25, 19:25)        | Morze Szczecin                       | 1500   |
| 17. KOLEJKA |       |                                      |                                         |                                      |        |
| 23.02.2002  | 18:00 | 1044 Gwardia Wrocław                 | 2:3 (25:17, 22:25, 26:24, 21:25, 20:22) | EKS Skra Bełchatów                   | 1300   |
| 23.02.2002  | 17:00 | Morze Szczecin                       | 2:3 (25:22, 23:25, 25:23, 16:25, 8:15)  | Mostostal-Azoty Kędzierzyn-Koźle     | 1200   |
| 23.02.2002  | 15:00 | KS Nysa                              | 3:2 (23:25, 25:22, 21:25, 25:22, 15:13) | Galaxia Starter Bank Częstochowa AZS | 1100   |
| 22.02.2002  | 18:00 | PZU AZS Olsztyn                      | 3:0 (25:23, 25:21, 25:17)               | Nordea Czarni Radom                  | 2700   |
| 23.02.2002  | 18:00 | Stolarka Wołomin                     | 3:1 (25:22, 25:18, 20:25, 25:21)        | Ivett Jastrzębie Borynia             | 450    |
| 18. KOLEJKA |       |                                      |                                         |                                      |        |
| 01.03.2002  | 18:00 | EKS Skra Bełchatów                   | 3:1 (27:25, 22:25, 25:17, 25:20)        | PZU AZS Olsztyn                      | 1000   |
| 01.03.2002  | 18:00 | Nordea Czarni Radom                  | 3:1 (25:23, 25:22, 22:25, 25:23)        | Stolarka Wołomin                     | 500    |
| 01.03.2002  | 18:00 | Galaxia Starter Bank Częstochowa AZS | 3:1 (25:23, 20:25, 25:22, 29:27)        | Morze Szczecin                       |        |
| 02.03.2002  | 17:00 | 1044 Gwardia Wrocław                 | 1:3 (25:20, 22:25, 20:25, 21:25)        | Mostostal-Azoty Kędzierzyn-Koźle     | 2000   |
| 02.03.2002  | 17:00 | Ivett Jastrzębie Borynia             | 1:3 (20:25, 19:25, 25:21, 25:27)        | KS Nysa                              | 600    |

### Tabela
| Lp. | Drużyna                              | Pkt | Mecze | Mecze | Mecze | Rodzaj wyniku | Rodzaj wyniku | Rodzaj wyniku | Rodzaj wyniku | Rodzaj wyniku | Rodzaj wyniku | Sety | Sety | Sety  | Małe punkty | Małe punkty | Małe punkty |
| Lp. | Drużyna                              | Pkt | M     | W     | P     | 3:0           | 3:1           | 3:2           | 2:3           | 1:3           | 0:3           | wyg. | prz. | stos. | zdob.       | str.        | stos.       |
| --- | ------------------------------------ | --- | ----- | ----- | ----- | ------------- | ------------- | ------------- | ------------- | ------------- | ------------- | ---- | ---- | ----- | ----------- | ----------- | ----------- |
| 1   | Mostostal-Azoty Kędzierzyn-Koźle     | 48  | 18    | 16    | 2     | 6             | 8             | 2             | 2             | 0             | 0             | 52   | 18   | 2.89  | 1643        | 1451        | 1.13        |
| 2   | Galaxia Starter Bank Częstochowa AZS | 39  | 18    | 13    | 5     | 7             | 3             | 3             | 3             | 2             | 0             | 47   | 24   | 1.96  | 1640        | 1485        | 1.1         |
| 3   | KS Nysa                              | 32  | 18    | 12    | 6     | 5             | 3             | 4             | 0             | 3             | 3             | 39   | 29   | 1.34  | 1560        | 1511        | 1.03        |
| 4   | 1044 Gwardia Wrocław                 | 27  | 18    | 9     | 9     | 2             | 4             | 3             | 3             | 2             | 4             | 35   | 37   | 0.95  | 1605        | 1608        | 1           |
| 5   | EKS Skra Bełchatów                   | 26  | 18    | 8     | 10    | 2             | 5             | 1             | 3             | 3             | 4             | 33   | 37   | 0.89  | 1551        | 1605        | 0.97        |
| 6   | Ivett Jastrzębie Borynia             | 23  | 18    | 7     | 11    | 2             | 4             | 1             | 3             | 6             | 2             | 33   | 39   | 0.85  | 1640        | 1620        | 1.01        |
| 7   | Stolarka Wołomin                     | 21  | 18    | 7     | 11    | 3             | 3             | 1             | 1             | 6             | 4             | 29   | 38   | 0.76  | 1462        | 1563        | 0.94        |
| 8   | PZU AZS Olsztyn                      | 20  | 18    | 8     | 10    | 3             | 1             | 4             | 0             | 6             | 4             | 30   | 39   | 0.77  | 1556        | 1614        | 0.96        |
| 9   | Morze Szczecin                       | 17  | 18    | 5     | 13    | 1             | 3             | 1             | 3             | 7             | 3             | 28   | 44   | 0.64  | 1595        | 1664        | 0.96        |
| 10  | Nordea Czarni Radom                  | 17  | 18    | 5     | 13    | 0             | 4             | 1             | 3             | 3             | 7             | 24   | 45   | 0.53  | 1491        | 1622        | 0.92        |

Źródło: plusliga.pl
Punktacja: 3:0 i 3:1 – 3 pkt; 3:2 – 2 pkt; 2:3 – 1 pkt; 1:3 i 0:3 – 0 pkt
Zasady ustalania kolejności: 1. liczba punktów; 2. stosunek setów; 3. stosunek małych punktów; 4. bilans w bezpośrednich meczach
     faza play-off
     faza play-out

### Miejsca po danych kolejkach
Uwaga: zestawienie nie uwzględnia w danej kolejce meczów przełożonych na późniejsze terminy. Kursywą wyróżniono miejsce zajmowane przez drużynę, która rozegrała mniej meczów niż przeciwnicy. Mecze 13. kolejki rozegrane zostały w terminie 10. kolejki.
| Drużyna \ Kolejka                    | 1                    | 2  | 3  | 4  | 5  | 6  | 7  | 8  | 9  | 10 (13) | 11 (10) | 12 (11) | 13 (12) | 14 | 15 | 16 | 17 | 18 |   |
| ------------------------------------ | -------------------- | -- | -- | -- | -- | -- | -- | -- | -- | ------- | ------- | ------- | ------- | -- | -- | -- | -- | -- | - |
| Drużyna \ Kolejka                    | 1044 Gwardia Wrocław | 7  | 5  | 3  | 5  | 5  | 4  | 4  | 4  | 4       | 4       | 5       | 5       | 4  | 4  | 3  | 4  | 4  | 4 |
| EKS Skra Bełchatów                   | 10                   | 10 | 10 | 10 | 10 | 10 | 8  | 5  | 6  | 7       | 8       | 7       | 6       | 7  | 7  | 6  | 6  | 5  |   |
| Galaxia Starter Bank Częstochowa AZS | 4                    | 7  | 5  | 3  | 3  | 2  | 2  | 2  | 2  | 2       | 2       | 2       | 2       | 2  | 2  | 2  | 2  | 2  |   |
| Ivett Jastrzębie Borynia             | 2                    | 6  | 8  | 9  | 6  | 6  | 6  | 7  | 8  | 8       | 7       | 6       | 8       | 6  | 5  | 5  | 5  | 6  |   |
| KS Nysa                              | 5                    | 2  | 2  | 2  | 2  | 3  | 3  | 3  | 3  | 3       | 3       | 3       | 3       | 3  | 4  | 3  | 3  | 3  |   |
| Morze Szczecin                       | 9                    | 9  | 7  | 8  | 9  | 9  | 10 | 10 | 10 | 10      | 10      | 10      | 10      | 10 | 10 | 9  | 9  | 9  |   |
| Mostostal-Azoty Kędzierzyn-Koźle     | 1                    | 1  | 1  | 1  | 1  | 1  | 1  | 1  | 1  | 1       | 1       | 1       | 1       | 1  | 1  | 1  | 1  | 1  |   |
| Nordea Czarni Radom                  | 6                    | 4  | 4  | 7  | 8  | 7  | 9  | 8  | 5  | 5       | 6       | 8       | 9       | 9  | 9  | 10 | 10 | 10 |   |
| PZU AZS Olsztyn                      | 3                    | 8  | 9  | 6  | 7  | 8  | 7  | 9  | 9  | 9       | 9       | 9       | 7       | 8  | 8  | 8  | 8  | 8  |   |
| Stolarka Wołomin                     | 8                    | 3  | 6  | 4  | 4  | 5  | 5  | 6  | 7  | 6       | 4       | 4       | 5       | 5  | 6  | 7  | 7  | 7  |   |

## Faza play-off

### Drabinka
|  |              |                                      |              |                                      |              |              |              |   |                                      |                          |           |           |                    |           |                    |                    |                    |                    |                    |                    |                    |        |        |        |        |
|  | Ćwierćfinały | Ćwierćfinały                         | Ćwierćfinały | Ćwierćfinały                         | Ćwierćfinały | Ćwierćfinały | Ćwierćfinały |   |                                      | Półfinały                | Półfinały | Półfinały | Półfinały          | Półfinały | Półfinały          | Półfinały          |                    |                    | Finały             | Finały             | Finały             | Finały | Finały | Finały | Finały |
|  | Ćwierćfinały | Ćwierćfinały                         | Ćwierćfinały | Ćwierćfinały                         | Ćwierćfinały | Ćwierćfinały | Ćwierćfinały |   |                                      | Półfinały                | Półfinały | Półfinały | Półfinały          | Półfinały | Półfinały          | Półfinały          |                    |                    | Finały             | Finały             | Finały             | Finały | Finały | Finały | Finały |
|  |              |                                      |              |                                      |              |              |              |   |                                      |                          |           |           |                    |           |                    |                    |                    |                    |                    |                    |                    |        |        |        |        |
|  |              |                                      |              |                                      |              |              |              |   |                                      |                          |           |           |                    |           |                    |                    |                    |                    |                    |                    |                    |        |        |        |        |
|  | 1            | Mostostal-Azoty Kędzierzyn-Koźle     | 3            | 3                                    | 3            |              |              |   |                                      |                          |           |           |                    |           |                    |                    |                    |                    |                    |                    |                    |        |        |        |        |
|  | 1            | Mostostal-Azoty Kędzierzyn-Koźle     | 3            | 3                                    | 3            |              |              |   |                                      |                          |           |           |                    |           |                    |                    |                    |                    |                    |                    |                    |        |        |        |        |
|  | 8            | PZU AZS Olsztyn                      | 0            | 1                                    | 0            |              |              |   |                                      |                          |           |           |                    |           |                    |                    |                    |                    |                    |                    |                    |        |        |        |        |
|  | 8            | PZU AZS Olsztyn                      | 0            | 1                                    | 0            |              |              | 1 | Mostostal-Azoty Kędzierzyn-Koźle     | 3                        | 3         | 3         |                    |           |                    |                    |                    |                    |                    |                    |                    |        |        |        |        |
|  |              |                                      |              |                                      |              |              |              | 1 | Mostostal-Azoty Kędzierzyn-Koźle     | 3                        | 3         | 3         |                    |           |                    |                    |                    |                    |                    |                    |                    |        |        |        |        |
|  |              |                                      | 5            | EKS Skra Bełchatów                   | 2            | 0            | 1            |   |                                      |                          |           |           |                    |           |                    |                    |                    |                    |                    |                    |                    |        |        |        |        |
|  | 4            | 1044 Gwardia Wrocław                 | 5            | EKS Skra Bełchatów                   | 2            | 0            | 1            | 1 | 1                                    | 2                        |           |           |                    |           |                    |                    |                    |                    |                    |                    |                    |        |        |        |        |
|  | 4            | 1044 Gwardia Wrocław                 |              |                                      |              |              |              |   |                                      |                          |           |           |                    |           |                    |                    |                    |                    |                    |                    |                    |        |        |        |        |
|  | 5            | EKS Skra Bełchatów                   | 3            | 3                                    | 3            |              |              |   |                                      |                          |           |           |                    |           |                    |                    |                    |                    |                    |                    |                    |        |        |        |        |
|  | 5            | EKS Skra Bełchatów                   | 3            | 3                                    | 3            |              |              | 1 | Mostostal-Azoty Kędzierzyn-Koźle     | 3                        | 3         | 0         | 3                  |           |                    |                    |                    |                    |                    |                    |                    |        |        |        |        |
|  |              |                                      |              |                                      |              |              |              |   |                                      |                          |           |           |                    |           |                    |                    |                    |                    |                    |                    |                    |        |        |        |        |
|  |              |                                      | 2            | Galaxia Starter Bank Częstochowa AZS | 0            | 1            | 3            | 2 |                                      |                          |           |           |                    |           |                    |                    |                    |                    |                    |                    |                    |        |        |        |        |
|  | 2            | Galaxia Starter Bank Częstochowa AZS | 2            | Galaxia Starter Bank Częstochowa AZS | 0            | 1            | 3            | 2 | 3                                    | 3                        | 3         |           |                    |           |                    |                    |                    |                    |                    |                    |                    |        |        |        |        |
|  | 2            | Galaxia Starter Bank Częstochowa AZS |              |                                      |              |              |              |   |                                      |                          |           |           |                    |           |                    |                    |                    |                    |                    |                    |                    |        |        |        |        |
|  | 7            | Stolarka Wołomin                     | 0            | 0                                    | 0            |              |              |   |                                      |                          |           |           |                    |           |                    |                    |                    |                    |                    |                    |                    |        |        |        |        |
|  | 7            | Stolarka Wołomin                     | 0            | 0                                    | 0            |              |              | 2 | Galaxia Starter Bank Częstochowa AZS | 3                        | 3         | 3         |                    |           | Mecze o 3. miejsce | Mecze o 3. miejsce | Mecze o 3. miejsce | Mecze o 3. miejsce | Mecze o 3. miejsce | Mecze o 3. miejsce | Mecze o 3. miejsce |        |        |        |        |
|  |              |                                      |              |                                      |              |              |              | 2 | Galaxia Starter Bank Częstochowa AZS | 3                        | 3         | 3         |                    |           | Mecze o 3. miejsce | Mecze o 3. miejsce | Mecze o 3. miejsce | Mecze o 3. miejsce | Mecze o 3. miejsce | Mecze o 3. miejsce | Mecze o 3. miejsce |        |        |        |        |
|  |              |                                      | 6            | Ivett Jastrzębie Borynia             | 0            | 2            | 1            |   |                                      |                          |           |           |                    |           |                    |                    |                    |                    |                    |                    |                    |        |        |        |        |
|  | 3            | KS Nysa                              | 6            | Ivett Jastrzębie Borynia             | 0            | 2            | 1            | 3 | 2                                    | 0                        | 2         |           |                    |           |                    |                    |                    |                    |                    |                    |                    |        |        |        |        |
|  | 3            | KS Nysa                              |              |                                      |              |              |              |   |                                      |                          |           | 5         | EKS Skra Bełchatów | 3         | 3                  | 3                  |                    |                    |                    |                    |                    |        |        |        |        |
|  | 6            | Ivett Jastrzębie Borynia             | 1            | 3                                    | 3            | 3            |              |   |                                      |                          |           | 5         | EKS Skra Bełchatów | 3         | 3                  | 3                  |                    |                    |                    |                    |                    |        |        |        |        |
|  | 6            | Ivett Jastrzębie Borynia             | 1            | 3                                    | 3            | 3            |              |   | 6                                    | Ivett Jastrzębie Borynia | 1         | 0         | 0                  |           |                    |                    |                    |                    |                    |                    |                    |        |        |        |        |
|  |              |                                      |              |                                      |              |              |              |   | 6                                    | Ivett Jastrzębie Borynia | 1         | 0         | 0                  |           |                    |                    |                    |                    |                    |                    |                    |        |        |        |        |

|  |                     |                      |                     |                      |                     |                     |                     |                    |   |                    |                    |                    |                    |                    |                    |                    |
|  | Mecze o miejsca 5-8 | Mecze o miejsca 5-8  | Mecze o miejsca 5-8 | Mecze o miejsca 5-8  | Mecze o miejsca 5-8 | Mecze o miejsca 5-8 | Mecze o miejsca 5-8 |                    |   | Mecze o 5. miejsce | Mecze o 5. miejsce | Mecze o 5. miejsce | Mecze o 5. miejsce | Mecze o 5. miejsce | Mecze o 5. miejsce | Mecze o 5. miejsce |
|  | Mecze o miejsca 5-8 | Mecze o miejsca 5-8  | Mecze o miejsca 5-8 | Mecze o miejsca 5-8  | Mecze o miejsca 5-8 | Mecze o miejsca 5-8 | Mecze o miejsca 5-8 |                    |   | Mecze o 5. miejsce | Mecze o 5. miejsce | Mecze o 5. miejsce | Mecze o 5. miejsce | Mecze o 5. miejsce | Mecze o 5. miejsce | Mecze o 5. miejsce |
|  |                     |                      |                     |                      |                     |                     |                     |                    |   |                    |                    |                    |                    |                    |                    |                    |
|  |                     |                      |                     |                      |                     |                     |                     |                    |   |                    |                    |                    |                    |                    |                    |                    |
|  | 3                   | KS Nysa              | 0                   | 3                    | 0                   | 1                   |                     |                    |   |                    |                    |                    |                    |                    |                    |                    |
|  | 3                   | KS Nysa              | 0                   | 3                    | 0                   | 1                   |                     |                    |   |                    |                    |                    |                    |                    |                    |                    |
|  | 7                   | Stolarka Wołomin     | 3                   | 0                    | 3                   | 3                   |                     |                    |   |                    |                    |                    |                    |                    |                    |                    |
|  | 7                   | Stolarka Wołomin     | 3                   | 0                    | 3                   | 3                   |                     |                    | 7 | Stolarka Wołomin   | 0                  | 0                  | 3                  | 2                  |                    |                    |
|  |                     |                      |                     |                      |                     |                     |                     |                    | 7 | Stolarka Wołomin   | 0                  | 0                  | 3                  | 2                  |                    |                    |
|  |                     |                      | 4                   | 1044 Gwardia Wrocław | 3                   | 3                   | 0                   | 3                  |   |                    |                    |                    |                    |                    |                    |                    |
|  | 4                   | 1044 Gwardia Wrocław | 4                   | 1044 Gwardia Wrocław | 3                   | 3                   | 0                   | 3                  | 3 | 3                  | 2                  | 0                  | 3                  |                    |                    |                    |
|  | 4                   | 1044 Gwardia Wrocław |                     |                      |                     |                     |                     |                    |   |                    |                    | 0                  | 3                  |                    |                    |                    |
|  | 8                   | PZU AZS Olsztyn      | 0                   | 2                    | 3                   | 3                   | 1                   |                    |   |                    |                    |                    |                    |                    |                    |                    |
|  | 8                   | PZU AZS Olsztyn      | 0                   | 2                    | 3                   | 3                   | 1                   | Mecze o 7. miejsce |   |                    |                    |                    |                    |                    |                    |                    |
|  |                     |                      |                     |                      |                     |                     |                     |                    |   |                    |                    |                    |                    |                    |                    |                    |
|  |                     |                      |                     |                      |                     |                     |                     |                    |   |                    |                    |                    |                    |                    |                    |                    |
|  |                     |                      |                     |                      |                     |                     |                     |                    |   |                    |                    |                    |                    |                    |                    |                    |
|  | 3                   | KS Nysa              | 1                   | 1                    | 0                   |                     |                     |                    |   |                    |                    |                    |                    |                    |                    |                    |
|  | 3                   | KS Nysa              | 1                   | 1                    | 0                   |                     |                     |                    |   |                    |                    |                    |                    |                    |                    |                    |
|  | 8                   | PZU AZS Olsztyn      | 3                   | 3                    | 3                   |                     |                     |                    |   |                    |                    |                    |                    |                    |                    |                    |
|  | 8                   | PZU AZS Olsztyn      | 3                   | 3                    | 3                   |                     |                     |                    |   |                    |                    |                    |                    |                    |                    |                    |

### I runda

#### Ćwierćfinały
(do trzech zwycięstw)
| Data                                 | Godz.                                | Gospodarz                            | Rezultat                                | Gość                                 | Widzów                   |
| ------------------------------------ | ------------------------------------ | ------------------------------------ | --------------------------------------- | ------------------------------------ | ------------------------ |
| Mostostal-Azoty Kędzierzyn-Koźle     | Mostostal-Azoty Kędzierzyn-Koźle     | Mostostal-Azoty Kędzierzyn-Koźle     | 3 – 0                                   | PZU AZS Olsztyn                      | PZU AZS Olsztyn          |
| 09.03.2002                           | 17:00                                | Mostostal-Azoty Kędzierzyn-Koźle     | 3:0 (25:22, 25:20, 25:17)               | PZU AZS Olsztyn                      | 900                      |
| 10.03.2002                           | 13:00                                | Mostostal-Azoty Kędzierzyn-Koźle     | 3:1 (16:25, 25:23, 25:20, 25:17)        | PZU AZS Olsztyn                      | 1100                     |
| 15.03.2002                           | 18:00                                | PZU AZS Olsztyn                      | 0:3 (17:25, 19:25, 18:25)               | Mostostal-Azoty Kędzierzyn-Koźle     | 2500                     |
| 1044 Gwardia Wrocław                 | 1044 Gwardia Wrocław                 | 1044 Gwardia Wrocław                 | 0 – 3                                   | EKS Skra Bełchatów                   | EKS Skra Bełchatów       |
| 15.03.2002                           | 18:00                                | 1044 Gwardia Wrocław                 | 1:3 (29:27, 23:25, 20:25, 18:25)        | EKS Skra Bełchatów                   | 1000                     |
| 16.03.2002                           | 16:00                                | 1044 Gwardia Wrocław                 | 1:3 (25:15, 20:25, 17:25, 23:25)        | EKS Skra Bełchatów                   | 800                      |
| 22.03.2002                           | 18:00                                | EKS Skra Bełchatów                   | 3:2 (20:25, 25:21, 24:26, 25:22, 15:13) | 1044 Gwardia Wrocław                 |                          |
| Galaxia Starter Bank Częstochowa AZS | Galaxia Starter Bank Częstochowa AZS | Galaxia Starter Bank Częstochowa AZS | 3 – 0                                   | Stolarka Wołomin                     | Stolarka Wołomin         |
| 08.03.2002                           | 19:00                                | Galaxia Starter Bank Częstochowa AZS | 3:0 (27:25, 25:14, 25:21)               | Stolarka Wołomin                     | 2000                     |
| 09.03.2002                           | 17:00                                | Galaxia Starter Bank Częstochowa AZS | 3:0 (25:16, 25:18, 25:19)               | Stolarka Wołomin                     | 1500                     |
| 25.03.2002                           | 18:00                                | Stolarka Wołomin                     | 0:3 (19:25, 26:28, 21:25)               | Galaxia Starter Bank Częstochowa AZS | 450                      |
| KS Nysa                              | KS Nysa                              | KS Nysa                              | 1 – 3                                   | Ivett Jastrzębie Borynia             | Ivett Jastrzębie Borynia |
| 15.03.2002                           | 18:00                                | KS Nysa                              | 3:1 (29:31, 25:21, 25:20, 25:20)        | Ivett Jastrzębie Borynia             | 550                      |
| 16.03.2002                           | 16:00                                | KS Nysa                              | 2:3 (23:25, 22:25, 25:21, 25:23, 16:18) | Ivett Jastrzębie Borynia             | 600                      |
| 22.03.2002                           | 18:00                                | Ivett Jastrzębie Borynia             | 3:0 (25:23, 25:19, 25:21)               | KS Nysa                              | 600                      |
| 23.03.2002                           | 17:00                                | Ivett Jastrzębie Borynia             | 3:2 (23:25, 22:25, 25:15, 25:14, 15:8)  | KS Nysa                              | 500                      |

### II runda

#### Półfinały
(do trzech zwycięstw)
| Data                                 | Godz.                                | Gospodarz                            | Rezultat                                | Gość                                 | Widzów                   |
| ------------------------------------ | ------------------------------------ | ------------------------------------ | --------------------------------------- | ------------------------------------ | ------------------------ |
| Mostostal-Azoty Kędzierzyn-Koźle     | Mostostal-Azoty Kędzierzyn-Koźle     | Mostostal-Azoty Kędzierzyn-Koźle     | 3 – 0                                   | EKS Skra Bełchatów                   | EKS Skra Bełchatów       |
| 06.04.2002                           | 17:00                                | Mostostal-Azoty Kędzierzyn-Koźle     | 3:2 (33:31, 25:23, 20:25, 24:26, 15:12) | EKS Skra Bełchatów                   | 950                      |
| 07.04.2002                           | 12:00                                | Mostostal-Azoty Kędzierzyn-Koźle     | 3:0 (25:19, 27:25, 25:20)               | EKS Skra Bełchatów                   | 850                      |
| 12.04.2002                           | 18:00                                | EKS Skra Bełchatów                   | 1:3 (26:28, 25:21, 20:25, 20:25)        | Mostostal-Azoty Kędzierzyn-Koźle     | 1800                     |
| Galaxia Starter Bank Częstochowa AZS | Galaxia Starter Bank Częstochowa AZS | Galaxia Starter Bank Częstochowa AZS | 3 – 0                                   | Ivett Jastrzębie Borynia             | Ivett Jastrzębie Borynia |
| 05.04.2002                           | 18:00                                | Galaxia Starter Bank Częstochowa AZS | 3:0 (26:24, 25:21, 25:17)               | Ivett Jastrzębie Borynia             | 1500                     |
| 06.04.2002                           | 17:00                                | Galaxia Starter Bank Częstochowa AZS | 3:2 (25:17, 26:28, 20:25, 25:13, 15:7)  | Ivett Jastrzębie Borynia             | 2500                     |
| 12.04.2002                           | 18:00                                | Ivett Jastrzębie Borynia             | 1:3 (22:25, 21:25, 25:23, 25:27)        | Galaxia Starter Bank Częstochowa AZS | 900                      |

#### Mecze o miejsca 5-8
(do trzech zwycięstw)
| Data                 | Godz.                | Gospodarz            | Rezultat                                | Gość                 | Widzów           |
| -------------------- | -------------------- | -------------------- | --------------------------------------- | -------------------- | ---------------- |
| KS Nysa              | KS Nysa              | KS Nysa              | 1 – 3                                   | Stolarka Wołomin     | Stolarka Wołomin |
| 06.04.2002           | 17:00                | KS Nysa              | 0:3 (17:25, 18:25, 23:25)               | Stolarka Wołomin     | 490              |
| 07.04.2002           | 12:00                | KS Nysa              | 3:0 (25:18, 25:23, 25:14)               | Stolarka Wołomin     |                  |
| 13.04.2002           | 18:00                | Stolarka Wołomin     | 3:0 (25:20, 25:18, 25:15)               | KS Nysa              | 400              |
| 14.04.2002           | 12:00                | Stolarka Wołomin     | 3:1 (25:15, 14:25, 25:15, 25:16)        | KS Nysa              | 350              |
| 1044 Gwardia Wrocław | 1044 Gwardia Wrocław | 1044 Gwardia Wrocław | 3 – 2                                   | PZU AZS Olsztyn      | PZU AZS Olsztyn  |
| 06.04.2002           | 17:00                | 1044 Gwardia Wrocław | 3:0 (25:20, 25:23, 25:23)               | PZU AZS Olsztyn      | 850              |
| 07.04.2002           | 12:00                | 1044 Gwardia Wrocław | 3:2 (28:26, 25:18, 23:25, 23:25, 15:12) | PZU AZS Olsztyn      | 550              |
| 13.04.2002           | 17:00                | PZU AZS Olsztyn      | 3:2 (25:19, 25:15, 23:25, 19:25, 15:10) | 1044 Gwardia Wrocław | 1800             |
| 14.04.2002           | 11:00                | PZU AZS Olsztyn      | 3:0 (25:20, 25:22, 25:22)               | 1044 Gwardia Wrocław | 600              |
| 17.04.2002           | 18:00                | 1044 Gwardia Wrocław | 3:1 (25:21, 23:25, 25:20, 25:16)        | PZU AZS Olsztyn      | 500              |

### III runda

#### Finały
(do trzech zwycięstw)
| Data                             | Godz.                            | Gospodarz                            | Rezultat                               | Gość                                 | Widzów                               |
| -------------------------------- | -------------------------------- | ------------------------------------ | -------------------------------------- | ------------------------------------ | ------------------------------------ |
| Mostostal-Azoty Kędzierzyn-Koźle | Mostostal-Azoty Kędzierzyn-Koźle | Mostostal-Azoty Kędzierzyn-Koźle     | 3 – 1                                  | Galaxia Starter Bank Częstochowa AZS | Galaxia Starter Bank Częstochowa AZS |
| 19.04.2002                       | 18:00                            | Mostostal-Azoty Kędzierzyn-Koźle     | 3:0 (25:16, 35:33, 26:24)              | Galaxia Starter Bank Częstochowa AZS | 1300                                 |
| 20.04.2002                       | 17:00                            | Mostostal-Azoty Kędzierzyn-Koźle     | 3:1 (21:25, 25:23, 25:18, 25:21)       | Galaxia Starter Bank Częstochowa AZS | 1300                                 |
| 26.04.2002                       | 18:00                            | Galaxia Starter Bank Częstochowa AZS | 3:0 (27:25, 30:28, 25:23)              | Mostostal-Azoty Kędzierzyn-Koźle     | 3500                                 |
| 27.04.2002                       | 16:00                            | Galaxia Starter Bank Częstochowa AZS | 2:3 (29:27, 16:25, 23:25, 30:28, 7:15) | Mostostal-Azoty Kędzierzyn-Koźle     | 3500                                 |

#### Mecze o 3. miejsce
(do trzech zwycięstw)
| Data               | Godz.              | Gospodarz                | Rezultat                         | Gość                     | Widzów                   |
| ------------------ | ------------------ | ------------------------ | -------------------------------- | ------------------------ | ------------------------ |
| EKS Skra Bełchatów | EKS Skra Bełchatów | EKS Skra Bełchatów       | 3 – 0                            | Ivett Jastrzębie Borynia | Ivett Jastrzębie Borynia |
| 20.04.2002         | 20:00              | EKS Skra Bełchatów       | 3:1 (22:25, 29:27, 25:22, 25:15) | Ivett Jastrzębie Borynia | 1600                     |
| 21.04.2002         | 17:00              | EKS Skra Bełchatów       | 3:0 (25:19, 25:22, 25:21)        | Ivett Jastrzębie Borynia | 1500                     |
| 27.04.2002         | 16:00              | Ivett Jastrzębie Borynia | 0:3 (22:25, 22:25, 20:25)        | EKS Skra Bełchatów       |                          |

#### Mecze o 5. miejsce
(do trzech zwycięstw)
| Data                 | Godz.                | Gospodarz            | Rezultat                                | Gość                 | Widzów           |
| -------------------- | -------------------- | -------------------- | --------------------------------------- | -------------------- | ---------------- |
| 1044 Gwardia Wrocław | 1044 Gwardia Wrocław | 1044 Gwardia Wrocław | 3 – 1                                   | Stolarka Wołomin     | Stolarka Wołomin |
| 20.04.2002           | 17:00                | 1044 Gwardia Wrocław | 3:0 (25:23, 25:17, 25:18)               | Stolarka Wołomin     | 500              |
| 21.04.2002           | 12:00                | 1044 Gwardia Wrocław | 3:0 (25:22, 25:16, 25:22)               | Stolarka Wołomin     | 500              |
| 24.04.2002           | 18:00                | Stolarka Wołomin     | 3:0 (25:17, 25:23, 25:18)               | 1044 Gwardia Wrocław | 550              |
| 25.04.2002           | 18:00                | Stolarka Wołomin     | 2:3 (25:20, 22:25, 21:25, 25:23, 18:20) | 1044 Gwardia Wrocław | 250              |

#### Mecze o 7. miejsce
(do trzech zwycięstw)
| Data       | Godz.   | Gospodarz       | Rezultat                         | Gość            | Widzów          |
| ---------- | ------- | --------------- | -------------------------------- | --------------- | --------------- |
| KS Nysa    | KS Nysa | KS Nysa         | 0 – 3                            | PZU AZS Olsztyn | PZU AZS Olsztyn |
| 19.04.2002 | 18:00   | KS Nysa         | 1:3 (19:25, 23:25, 25:23, 17:25) | PZU AZS Olsztyn | 150             |
| 20.04.2002 | 17:00   | KS Nysa         | 1:3 (25:21, 19:25, 21:25, 22:25) | PZU AZS Olsztyn | 110             |
| 26.04.2002 | 18:00   | PZU AZS Olsztyn | 3:0 (25:14, 25:21, 26:24)        | KS Nysa         | 800             |

## Faza play-out

### Mecze o 9. miejsce
(do czterech zwycięstw)
| Data           | Godz.          | Gospodarz           | Rezultat                                | Gość                | Widzów              |
| -------------- | -------------- | ------------------- | --------------------------------------- | ------------------- | ------------------- |
| Morze Szczecin | Morze Szczecin | Morze Szczecin      | 4 – 2                                   | Nordea Czarni Radom | Nordea Czarni Radom |
| 15.03.2002     | 18:00          | Morze Szczecin      | 3:0 (25:18, 25:16, 25:16)               | Nordea Czarni Radom | 500                 |
| 23.03.2002     | 16:00          | Nordea Czarni Radom | 3:0 (25:22, 25:20, 25:22)               | Morze Szczecin      | 200                 |
| 06.04.2002     | 17:00          | Morze Szczecin      | 3:0 (28:26, 25:14, 25:13)               | Nordea Czarni Radom | 400                 |
| 07.04.2002     | 11:00          | Morze Szczecin      | 3:1 (28:26, 25:21, 24:26, 25:22)        | Nordea Czarni Radom | 400                 |
| 13.04.2002     | 17:00          | Nordea Czarni Radom | 3:2 (25:22, 22:25, 17:25, 25:16, 15:11) | Morze Szczecin      | 1000                |
| 14.04.2002     | 11:00          | Nordea Czarni Radom | 0:3 (27:29, 11:25, 23:25)               | Morze Szczecin      |                     |

## Baraże
(do trzech zwycięstw)
| Data           | Godz.          | Gospodarz                            | Rezultat                                | Gość                                 | Widzów                               |
| -------------- | -------------- | ------------------------------------ | --------------------------------------- | ------------------------------------ | ------------------------------------ |
| Morze Szczecin | Morze Szczecin | Morze Szczecin                       | 3 – 1                                   | BBTS Siatkarz Original Bielsko-Biała | BBTS Siatkarz Original Bielsko-Biała |
| 27.04.2002     |                | Morze Szczecin                       | 3:2 (20:25, 25:19, 17:25, 25:18, 17:15) | BBTS Siatkarz Original Bielsko-Biała |                                      |
| 28.04.2002     |                | Morze Szczecin                       | 2:3 (25:18, 23:25, 25:17, 24:26, 14:16) | BBTS Siatkarz Original Bielsko-Biała |                                      |
| 03.05.2002     |                | BBTS Siatkarz Original Bielsko-Biała | 2:3 (21:25, 25:20, 25:22, 16:25, 13:15) | Morze Szczecin                       |                                      |
| 04.05.2002     |                | BBTS Siatkarz Original Bielsko-Biała | 1:3 (25:19, 19:25, 19:25, 20:25)        | Morze Szczecin                       |                                      |

## Klasyfikacja końcowa
| Lp. | Drużyna                              |
| --- | ------------------------------------ |
| 1   | Mostostal-Azoty Kędzierzyn-Koźle     |
| 2   | Galaxia Starter Bank Częstochowa AZS |
| 3   | EKS Skra Bełchatów                   |
| 4   | Ivett Jastrzębie Borynia             |
| 5   | 1044 Gwardia Wrocław                 |
| 6   | Stolarka Wołomin                     |
| 7   | PZU AZS Olsztyn                      |
| 8   | KS Nysa                              |
| 9   | Morze Szczecin                       |
| 10  | Nordea Czarni Radom                  |

| Mistrzostwo                      |
| -------------------------------- |
| Mostostal-Azoty Kędzierzyn-Koźle |
| Puchar                           |
| Mostostal-Azoty Kędzierzyn-Koźle |
| Spadek do I ligi serii B         |
| Nordea Czarni Radom              |
| Awans z I ligi serii B           |
| GTPS Gorzów Wielkopolski         |

## Statystyki

### Sety, małe punkty i liczba widzów
| Faza zasadnicza                               |                                               |                                               |                                               |                                               |                                               |                                               |                                               |                               |                               |                               |                               |                               |                               |                               |                               |
| Kolejka                                       | Mecze                                         | Sety                                          | Średnio na mecz                               | Małe punkty                                   | Średnio na set                                | Liczba widzów                                 | Średnio na mecz                               | Kolejka                       | Mecze                         | Sety                          | Średnio na mecz               | Małe punkty                   | Średnio na set                | Liczba widzów                 | Średnio na mecz               |
| 1                                             | 5                                             | 23                                            | 4,60                                          | 962                                           | 41,83                                         | 5700                                          | 1140                                          | 10                            | 5                             | 16                            | 3,20                          | 699                           | 43,69                         |                               |                               |
| 2                                             | 5                                             | 18                                            | 3,60                                          | 844                                           | 46,89                                         |                                               |                                               | 11                            | 5                             | 21                            | 4,20                          | 929                           | 44,24                         |                               |                               |
| 3                                             | 5                                             | 22                                            | 4,40                                          | 1027                                          | 46,68                                         |                                               |                                               | 12                            | 5                             | 17                            | 3,40                          | 770                           | 45,29                         |                               |                               |
| 4                                             | 5                                             | 16                                            | 3,20                                          | 744                                           | 46,50                                         |                                               |                                               | 13                            | 5                             | 20                            | 4,00                          | 874                           | 43,70                         | 3950                          | 790                           |
| 5                                             | 5                                             | 20                                            | 4,00                                          | 884                                           | 44,20                                         |                                               |                                               | 14                            | 5                             | 17                            | 3,40                          | 762                           | 44,82                         |                               |                               |
| 6                                             | 5                                             | 20                                            | 4,00                                          | 907                                           | 45,35                                         |                                               |                                               | 15                            | 5                             | 20                            | 4,00                          | 874                           | 43,70                         |                               |                               |
| 7                                             | 5                                             | 22                                            | 4,40                                          | 1018                                          | 46,27                                         |                                               |                                               | 16                            | 5                             | 19                            | 3,80                          | 830                           | 43,68                         | 6200                          | 1240                          |
| 8                                             | 5                                             | 18                                            | 3,60                                          | 827                                           | 45,94                                         |                                               |                                               | 17                            | 5                             | 22                            | 4,40                          | 967                           | 43,95                         | 6750                          | 1350                          |
| 9                                             | 5                                             | 19                                            | 3,80                                          | 883                                           | 46,47                                         |                                               |                                               | 18                            | 5                             | 20                            | 4,00                          | 942                           | 47,10                         |                               |                               |
| Podsumowanie rundy pierwszej (po 9 kolejkach) | Podsumowanie rundy pierwszej (po 9 kolejkach) | Podsumowanie rundy pierwszej (po 9 kolejkach) | Podsumowanie rundy pierwszej (po 9 kolejkach) | Podsumowanie rundy pierwszej (po 9 kolejkach) | Podsumowanie rundy pierwszej (po 9 kolejkach) | Podsumowanie rundy pierwszej (po 9 kolejkach) | Podsumowanie rundy pierwszej (po 9 kolejkach) | Podsumowanie rundy rewanżowej | Podsumowanie rundy rewanżowej | Podsumowanie rundy rewanżowej | Podsumowanie rundy rewanżowej | Podsumowanie rundy rewanżowej | Podsumowanie rundy rewanżowej | Podsumowanie rundy rewanżowej | Podsumowanie rundy rewanżowej |
| 1-9                                           | 45                                            | 178                                           | 3,96                                          | 8096                                          | 45,48                                         |                                               |                                               | 10-18                         | 45                            | 172                           | 3,82                          | 7647                          | 44,46                         |                               |                               |
| Faza play-off / Faza play-out                 |                                               |                                               |                                               |                                               |                                               |                                               |                                               |                               |                               |                               |                               |                               |                               |                               |                               |
| Runda                                         | Mecze                                         | Sety                                          | Średnio na mecz                               | Małe punkty                                   | Średnio na set                                | Liczba widzów                                 | Średnio na mecz                               | Runda                         | Mecze                         | Sety                          | Średnio na mecz               | Małe punkty                   | Średnio na set                | Liczba widzów                 | Średnio na mecz               |
| Ćwierćfinały                                  | 13                                            | 49                                            | 3,77                                          | 2185                                          | 44,59                                         |                                               |                                               | O miejsca 5-8                 | 9                             | 33                            | 3,67                          | 1432                          | 43,39                         | 4300                          | 478                           |
| Półfinały                                     | 6                                             | 24                                            | 4,00                                          | 1097                                          | 45,71                                         | 8500                                          | 1417                                          | O 5. miejsce                  | 4                             | 14                            | 3,50                          | 625                           | 44,64                         |                               |                               |
| O 3. miejsce                                  | 3                                             | 10                                            | 3,33                                          | 466                                           | 46,60                                         |                                               |                                               | O 7. miejsce                  | 3                             | 11                            | 3,67                          | 500                           | 45,45                         | 1060                          | 353                           |
| Finały                                        | 4                                             | 15                                            | 3,75                                          | 725                                           | 48,33                                         | 9600                                          | 2400                                          | O 9. miejsce                  | 6                             | 21                            | 3,50                          | 935                           | 44,52                         |                               |                               |

| Podsumowanie sezonu |       |      |                 |             |                |               |                 |
| Faza                | Mecze | Sety | Średnio na mecz | Małe punkty | Średnio na set | Liczba widzów | Średnio na mecz |
| Faza zasadnicza     | 90    | 350  | 3,89            | 15743       | 44,98          |               |                 |
| Faza play-off       | 42    | 156  | 3,71            | 7030        | 45,06          |               |                 |
| Faza play-out       | 6     | 21   | 3,50            | 935         | 44,52          |               |                 |
| RAZEM               | 138   | 527  | 3,82            | 23708       | 44,99          |               |                 |

### Rankingi zawodników
| Rk             | Zawodnik                                              | M  | S   | Atak | Atak | Blok  | Blok | Zagrywka | Zagrywka | Pkt    | Pkt/S |
| Rk             | Zawodnik                                              | M  | S   | Pkt  | A/S  | Pkt   | B/S  | Pkt      | Z/S      | Pkt    | Pkt/S |
| -------------- | ----------------------------------------------------- | -- | --- | ---- | ---- | ----- | ---- | -------- | -------- | ------ | ----- |
| 1              | Krzysztof Janczak (1044 Gwardia Wrocław)              | 30 | 119 | 461  | 3,87 | 55,17 | 0,46 | 51       | 0,43     | 567,17 | 4,77  |
| 2              | Paweł Papke (Mostostal-Azoty Kędzierzyn-Koźle)        | 28 | 107 | 393  | 3,67 | 38,33 | 0,36 | 33       | 0,31     | 464,33 | 4,34  |
| 3              | Krzysztof Śmigiel (PZU AZS Olsztyn)                   | 29 | 110 | 390  | 3,55 | 51,67 | 0,47 | 23       | 0,21     | 464,67 | 4,22  |
| 4              | Przemysław Michalczyk (Ivett Jastrzębie Borynia)      | 27 | 106 | 355  | 3,35 | 48,17 | 0,45 | 43       | 0,41     | 446,17 | 4,21  |
| 5              | Radosław Rybak (Morze Szczecin)                       | 24 | 93  | 279  | 3,00 | 35    | 0,38 | 52       | 0,56     | 366    | 3,94  |
| 6              | Janusz Bułkowski (KS Nysa)                            | 26 | 98  | 313  | 3,19 | 36,17 | 0,37 | 26       | 0,27     | 375    | 3,83  |
| 7              | Krzysztof Gierczyński (Morze Szczecin)                | 24 | 93  | 283  | 3,04 | 37    | 0,40 | 32       | 0,34     | 352    | 3,78  |
| 8              | Mariusz Sordyl (Stolarka Wołomin)                     | 28 | 99  | 317  | 3,20 | 26,83 | 0,27 | 22       | 0,22     | 365,83 | 3,70  |
| 9              | Karol Hachuła (KS Nysa)                               | 23 | 84  | 254  | 3,02 | 27    | 0,32 | 18       | 0,21     | 299    | 3,56  |
| 10             | Tomass Kalniņš (Galaxia Starter Bank Częstochowa AZS) | 20 | 76  | 212  | 2,79 | 32,67 | 0,43 | 25       | 0,33     | 269,67 | 3,55  |
| Źródło: pls.pl |                                                       |    |     |      |      |       |      |          |          |        |       |

| Rk                                                                                 | Zawodnik                                               | M  | %     | Pkt/M | *     |
| ---------------------------------------------------------------------------------- | ------------------------------------------------------ | -- | ----- | ----- | ----- |
| 1                                                                                  | Paweł Papke (Mostostal-Azoty Kędzierzyn-Koźle)         | 28 | 54,21 | 14,04 | 68,24 |
| 2                                                                                  | Sebastian Świderski (Mostostal-Azoty Kędzierzyn-Koźle) | 26 | 57,20 | 10,85 | 68,05 |
| 3                                                                                  | Marcin Nowak (Galaxia Starter Bank Częstochowa AZS)    | 28 | 60,56 | 6,14  | 66,71 |
| 4                                                                                  | Radosław Rybak (Morze Szczecin)                        | 24 | 54,71 | 11,63 | 66,33 |
| 5                                                                                  | Krzysztof Gierczyński (Morze Szczecin)                 | 24 | 52,60 | 11,79 | 64,39 |
| 6                                                                                  | Krzysztof Śmigiel (PZU AZS Olsztyn)                    | 29 | 50,91 | 13,45 | 64,36 |
| 7                                                                                  | Karol Hachuła (KS Nysa)                                | 23 | 51,84 | 11,04 | 62,88 |
| 8                                                                                  | Przemysław Michalczyk (Ivett Jastrzębie Borynia)       | 27 | 49,24 | 13,15 | 62,39 |
| 9                                                                                  | Krzysztof Janczak (1044 Gwardia Wrocław)               | 30 | 46,99 | 15,37 | 62,36 |
| 10                                                                                 | Tomass Kalniņš (Galaxia Starter Bank Częstochowa AZS)  | 20 | 51,08 | 10,60 | 61,68 |
| Limity: minimum 70% rozegranych meczów i 10 ataków średnio w meczu. Źródło: pls.pl |                                                        |    |       |       |       |

| Rk             | Zawodnik                                               | M  | Serwy | Pkt | %     |
| -------------- | ------------------------------------------------------ | -- | ----- | --- | ----- |
| 1              | Krzysztof Kocik (Morze Szczecin)                       | 21 | 216   | 38  | 17,59 |
| 2              | Radosław Rybak (Morze Szczecin)                        | 24 | 329   | 52  | 15,81 |
| 3              | Oleg Ustinow (Ivett Jastrzębie Borynia)                | 25 | 375   | 50  | 13,33 |
| 4              | Zbigniew Zieliński (EKS Skra Bełchatów)                | 27 | 331   | 42  | 12,69 |
| 5              | Daniel Pliński (Stolarka Wołomin)                      | 29 | 303   | 36  | 11,88 |
| 6              | Robert Szczerbaniuk (Mostostal-Azoty Kędzierzyn-Koźle) | 25 | 407   | 48  | 11,79 |
| 7              | Krzysztof Staniec (Nordea Czarni Radom)                | 22 | 255   | 30  | 11,76 |
| 8              | Tomass Kalniņš (Galaxia Starter Bank Częstochowa AZS)  | 20 | 214   | 25  | 11,68 |
| 9              | Krzysztof Janczak (1044 Gwardia Wrocław)               | 30 | 449   | 51  | 11,36 |
| 10             | Marcin Nowak (Galaxia Starter Bank Częstochowa AZS)    | 28 | 351   | 37  | 10,54 |
| Źródło: pls.pl |                                                        |    |       |     |       |

| Rk             | Zawodnik                                                  | M  | Przyjęcia | Przyjęcia | Przyjęcia | %     |
| Rk             | Zawodnik                                                  | M  | Suma      | Bdb       | Db        | %     |
| -------------- | --------------------------------------------------------- | -- | --------- | --------- | --------- | ----- |
| 1              | Krzysztof Wójcik (Ivett Jastrzębie Borynia)               | 28 | 607       | 210       | 223       | 71,33 |
| 2              | Piotr Łuka (KS Nysa)                                      | 26 | 480       | 238       | 92        | 68,75 |
| 3              | Leszek Czerlonek (EKS Skra Bełchatów)                     | 25 | 617       | 200       | 210       | 66,45 |
| 4              | Adam Cziszewski (Morze Szczecin)                          | 24 | 705       | 233       | 235       | 66,38 |
| 5              | Krzysztof Gierczyński (Morze Szczecin)                    | 24 | 490       | 153       | 170       | 65,92 |
| 6              | Krzysztof Ignaczak (Galaxia Starter Bank Częstochowa AZS) | 28 | 686       | 254       | 191       | 64,87 |
| 7              | Sławomir Kudłaczewski (EKS Skra Bełchatów)                | 23 | 630       | 198       | 208       | 64,44 |
| 8              | Michał Bąkiewicz (Galaxia Starter Bank Częstochowa AZS)   | 24 | 359       | 113       | 118       | 64,35 |
| 9              | Paweł Kuciński (PZU AZS Olsztyn)                          | 27 | 646       | 266       | 139       | 62,69 |
| 10             | Miroslav Čajan (Nordea Czarni Radom)                      | 18 | 259       | 89        | 72        | 62,16 |
| Źródło: pls.pl |                                                           |    |           |           |           |       |

| Rk             | Zawodnik                                                  | M  | S   | O-DOK | O-DOK/S |
| -------------- | --------------------------------------------------------- | -- | --- | ----- | ------- |
| 1              | Krzysztof Ignaczak (Galaxia Starter Bank Częstochowa AZS) | 28 | 107 | 138   | 1,29    |
| 2              | Leszek Czerlonek (EKS Skra Bełchatów)                     | 25 | 98  | 98    | 1,00    |
| 3              | Adam Cziszewski (Morze Szczecin)                          | 24 | 93  | 91    | 0,98    |
| 4              | Krzysztof Wójcik (Ivett Jastrzębie Borynia)               | 28 | 111 | 107   | 0,96    |
| 5              | Paweł Kuciński (PZU AZS Olsztyn)                          | 27 | 102 | 91    | 0,89    |
| 6              | Paweł Biliński (Nordea Czarni Radom)                      | 18 | 69  | 56    | 0,81    |
| 7              | Martin Kop (KS Nysa)                                      | 23 | 88  | 67    | 0,76    |
| 8              | Rafał Musielak (Mostostal-Azoty Kędzierzyn-Koźle)         | 27 | 104 | 73    | 0,70    |
| 9              | Paweł Papke (Mostostal-Azoty Kędzierzyn-Koźle)            | 28 | 107 | 72    | 0,67    |
| 10             | Michał Jaszewski (KS Nysa)                                | 28 | 106 | 68    | 0,64    |
| Źródło: pls.pl |                                                           |    |     |       |         |

| Rk | Zawodnik                                                                     | M  | S   | B1 | B2  | B3 | Pkt   | Pkt/S |
| --- | ---------------------------------------------------------------------------- | -- | --- | -- | --- | -- | ----- | ----- |
| 1 | Jakub Markiewicz (1044 Gwardia Wrocław)                                      | 29 | 114 | 23 | 122 | 32 | 94,67 | 0,83  |
| 2 | Damian Dacewicz (Galaxia Starter Bank Częstochowa AZS)                       | 27 | 104 | 25 | 86  | 24 | 76,00 | 0,73  |
| 3 | Tomasz Kowalczyk (PZU AZS Olsztyn)                                           | 29 | 110 | 26 | 99  | 11 | 79,17 | 0,72  |
| 4 | Łukasz Kadziewicz (PZU AZS Olsztyn)                                          | 25 | 94  | 20 | 86  | 11 | 66,67 | 0,71  |
| 5 | Grzegorz Nowak (Ivett Jastrzębie Borynia)                                    | 28 | 111 | 22 | 78  | 45 | 76,00 | 0,68  |
| 6 | Wojciech Jurkiewicz (Morze Szczecin)                                         | 24 | 93  | 9  | 90  | 21 | 61,00 | 0,66  |
| 7 | Radosław Wnuk (Morze Szczecin)                                               | 20 | 76  | 14 | 61  | 14 | 49,17 | 0,65  |
| 8 | Robert Szczerbaniuk (Mostostal-Azoty Kędzierzyn-Koźle)                       | 25 | 95  | 14 | 80  | 16 | 59,33 | 0,62  |
| 9 | Siergiej Bielanskij (EKS Skra Bełchatów)                                     | 25 | 97  | 19 | 71  | 16 | 59,83 | 0,62  |
| 10 | Jarosław Stancelewski (Nordea Czarni Radom/Mostostal-Azoty Kędzierzyn-Koźle) | 22 | 85  | 8  | 70  | 18 | 49,00 | 0,58  |
| Zawodnik otrzymywał: - za udział w bloku pojedynczym – 1 pkt, - za udział w bloku podwójnym – 0,5 pkt, - za udział w bloku potrójnym – 0,33 pkt. Źródło: pls.pl |                                                                              |    |     |    |     |    |       |       |

### Rankingi drużynowe
| Rk                          | Drużyna                              | M  | Ataki | Pkt  | %     |
| --------------------------- | ------------------------------------ | -- | ----- | ---- | ----- |
| 1                           | Morze Szczecin                       | 24 | 1853  | 1012 | 54,61 |
| 2                           | Mostostal-Azoty Kędzierzyn-Koźle     | 28 | 2334  | 1267 | 54,28 |
| 3                           | PZU AZS Olsztyn                      | 29 | 2278  | 1157 | 50,79 |
| 4                           | Ivett Jastrzębie Borynia             | 28 | 2358  | 1196 | 50,72 |
| 5                           | Galaxia Starter Bank Częstochowa AZS | 28 | 2389  | 1209 | 50,61 |
| 6                           | KS Nysa                              | 29 | 2481  | 1234 | 49,74 |
| 7                           | Nordea Czarni Radom                  | 24 | 1946  | 967  | 49,69 |
| 8                           | EKS Skra Bełchatów                   | 27 | 2505  | 1212 | 48,38 |
| 9                           | Stolarka Wołomin                     | 29 | 1891  | 910  | 48,12 |
| 10                          | 1044 Gwardia Wrocław                 | 30 | 2798  | 1314 | 46,96 |
| Źródło: pls.pl, plusliga.pl |                                      |    |       |      |       |

| Rk                          | Drużyna                              | M  | S   | Pkt | Pkt/S |
| --------------------------- | ------------------------------------ | -- | --- | --- | ----- |
| 1                           | Ivett Jastrzębie Borynia             | 28 | 111 | 343 | 3,10  |
| 2                           | 1044 Gwardia Wrocław                 | 30 | 119 | 354 | 2,98  |
| 3                           | PZU AZS Olsztyn                      | 29 | 110 | 314 | 2,85  |
| 4                           | Mostostal-Azoty Kędzierzyn-Koźle     | 28 | 107 | 305 | 2,85  |
| 5                           | Morze Szczecin                       | 24 | 93  | 262 | 2,83  |
| 6                           | EKS Skra Bełchatów                   | 27 | 105 | 292 | 2,79  |
| 7                           | Galaxia Starter Bank Częstochowa AZS | 28 | 107 | 295 | 2,76  |
| 8                           | KS Nysa                              | 29 | 109 | 289 | 2,65  |
| 9                           | Nordea Czarni Radom                  | 24 | 90  | 179 | 1,99  |
| 10                          | Stolarka Wołomin                     | 29 | 103 | 171 | 1,66  |
| Źródło: pls.pl, plusliga.pl |                                      |    |     |     |       |

| Rk                          | Drużyna                              | M  | Serwy | Pkt | %    |
| --------------------------- | ------------------------------------ | -- | ----- | --- | ---- |
| 1                           | Morze Szczecin                       | 24 | 2044  | 185 | 9,05 |
| 2                           | Mostostal-Azoty Kędzierzyn-Koźle     | 28 | 2480  | 206 | 8,31 |
| 3                           | Galaxia Starter Bank Częstochowa AZS | 28 | 2401  | 188 | 7,83 |
| 4                           | Ivett Jastrzębie Borynia             | 28 | 2433  | 169 | 6,95 |
| 5                           | Nordea Czarni Radom                  | 24 | 1785  | 123 | 6,89 |
| 6                           | Stolarka Wołomin                     | 29 | 1803  | 120 | 6,66 |
| 7                           | KS Nysa                              | 29 | 2328  | 154 | 6,62 |
| 8                           | EKS Skra Bełchatów                   | 27 | 2313  | 146 | 6,31 |
| 9                           | 1044 Gwardia Wrocław                 | 30 | 2615  | 155 | 5,93 |
| 10                          | PZU AZS Olsztyn                      | 29 | 2156  | 98  | 4,55 |
| Źródło: pls.pl, plusliga.pl |                                      |    |       |     |      |

| Rk                          | Drużyna                              | M  | S   | O-DOK | O-DOK/S |
| --------------------------- | ------------------------------------ | -- | --- | ----- | ------- |
| 1                           | Mostostal-Azoty Kędzierzyn-Koźle     | 28 | 107 | 462   | 4,32    |
| 2                           | Galaxia Starter Bank Częstochowa AZS | 28 | 107 | 390   | 3,64    |
| 3                           | KS Nysa                              | 29 | 109 | 356   | 3,27    |
| 4                           | Ivett Jastrzębie Borynia             | 28 | 111 | 345   | 3,11    |
| 5                           | EKS Skra Bełchatów                   | 27 | 105 | 306   | 2,91    |
| 6                           | Nordea Czarni Radom                  | 24 | 90  | 251   | 2,79    |
| 7                           | Morze Szczecin                       | 24 | 93  | 247   | 2,66    |
| 8                           | 1044 Gwardia Wrocław                 | 30 | 119 | 313   | 2,63    |
| 9                           | PZU AZS Olsztyn                      | 29 | 110 | 268   | 2,44    |
| 10                          | Stolarka Wołomin                     | 29 | 103 | 209   | 2,03    |
| Źródło: pls.pl, plusliga.pl |                                      |    |     |       |         |

| Rk                          | Drużyna                              | M  | Przyjęcia | Przyjęcia | Przyjęcia | %     |
| Rk                          | Drużyna                              | M  | Suma      | Bdb       | Db        | %     |
| --------------------------- | ------------------------------------ | -- | --------- | --------- | --------- | ----- |
| 1                           | 1044 Gwardia Wrocław                 | 30 | 2163      | 672       | 686       | 62,78 |
| 2                           | Ivett Jastrzębie Borynia             | 28 | 1984      | 458       | 765       | 61,64 |
| 3                           | Morze Szczecin                       | 24 | 1664      | 463       | 551       | 60,94 |
| 4                           | Galaxia Starter Bank Częstochowa AZS | 28 | 1822      | 616       | 492       | 60,81 |
| 5                           | EKS Skra Bełchatów                   | 27 | 1928      | 527       | 640       | 60,53 |
| 6                           | Stolarka Wołomin                     | 29 | 1567      | 314       | 624       | 59,86 |
| 7                           | KS Nysa                              | 29 | 2000      | 790       | 402       | 59,60 |
| 8                           | Mostostal-Azoty Kędzierzyn-Koźle     | 28 | 1751      | 617       | 384       | 57,17 |
| 9                           | PZU AZS Olsztyn                      | 29 | 1905      | 679       | 403       | 56,80 |
| 10                          | Nordea Czarni Radom                  | 24 | 1507      | 440       | 368       | 53,62 |
| Źródło: pls.pl, plusliga.pl |                                      |    |           |           |           |       |

## Prawa transmisyjne
Wyłączne prawa do transmisji meczów Polskiej Ligi Siatkówki w sezonie 2001/2002 posiadała Telewizja Polska. Mecze transmitowane były od października 2001 roku do marca 2002 roku na kanale TVP Regionalna (z logiem TVP3), natomiast od marca 2002 roku do końca sezonu w nowym kanale TVP3. W każdej kolejce (poza kolejkami 10-14) transmitowany bądź retransmitowany był jeden mecz - co do zasady grany w piątki o godzinie 19:00. Łącznie w sezonie pokazanych zostało 21 meczów ligowych (11 na żywo i 10 w retransmisji) oraz trzeci mecz barażowy.
| Lista meczów PLS pokazanych w TVP Regionalna/TVP3 | Lista meczów PLS pokazanych w TVP Regionalna/TVP3 | Lista meczów PLS pokazanych w TVP Regionalna/TVP3                       | Lista meczów PLS pokazanych w TVP Regionalna/TVP3 |
| Faza zasadnicza                                   | Faza zasadnicza                                   | Faza zasadnicza                                                         | Faza zasadnicza                                   |
| Kolejka                                           | Data                                              | Mecz                                                                    | Rodzaj transmisji                                 |
| ------------------------------------------------- | ------------------------------------------------- | ----------------------------------------------------------------------- | ------------------------------------------------- |
| 1                                                 | 12.10.2001                                        | 1044 Gwardia Wrocław – Galaxia Starter Bank Częstochowa AZS             | na żywo                                           |
| 2                                                 | 19.10.2001                                        | Mostostal-Azoty Kędzierzyn-Koźle – Galaxia Starter Bank Częstochowa AZS | na żywo                                           |
| 3                                                 | 26.10.2001                                        | Ivett Jastrzębie Borynia – Mostostal-Azoty Kędzierzyn-Koźle             | retransmisja o 19:00                              |
| 4                                                 | 02.11.2001                                        | Mostostal-Azoty Kędzierzyn-Koźle – Nordea Czarni Radom                  | na żywo                                           |
| 5                                                 | 09.11.2001                                        | Nordea Czarni Radom – Galaxia Starter Bank Częstochowa AZS              | na żywo                                           |
| 6                                                 | 16.11.2001                                        | Galaxia Starter Bank Częstochowa AZS – PZU AZS Olsztyn                  | na żywo                                           |
| 7                                                 | 23.11.2001                                        | PZU AZS Olsztyn – Ivett Jastrzębie Borynia                              | na żywo                                           |
| 7                                                 | 25.11.2001                                        | KS Nysa – Mostostal-Azoty Kędzierzyn-Koźle                              | retransmisja o 23:30                              |
| 8                                                 | 30.11.2001                                        | EKS Skra Bełchatów – 1044 Gwardia Wrocław                               | na żywo                                           |
| 9                                                 | 07.12.2001                                        | Stolarka Wołomin – Nordea Czarni Radom                                  | na żywo                                           |
| 15                                                | 09.02.2002                                        | Stolarka Wołomin – Mostostal-Azoty Kędzierzyn-Koźle                     | na żywo                                           |
| 16                                                | 16.02.2002                                        | 1044 Gwardia Wrocław – Morze Szczecin                                   | retransmisja o 22:00                              |
| 17                                                | 23.02.2002                                        | KS Nysa – Galaxia Starter Bank Częstochowa AZS                          | na żywo                                           |
| 18                                                | 01.03.2002                                        | EKS Skra Bełchatów – PZU AZS Olsztyn                                    | retransmisja o 22:00                              |
| Faza play-off                                     |                                                   |                                                                         |                                                   |
| Runda                                             | Data                                              | Mecz                                                                    | Rodzaj transmisji                                 |
| Ćwierćfinały                                      | 15.03.2002                                        | PZU AZS Olsztyn – Mostostal-Azoty Kędzierzyn-Koźle                      | retransmisja o 22:00                              |
| Ćwierćfinały                                      | 22.03.2002                                        | Ivett Jastrzębie Borynia – KS Nysa                                      | retransmisja o 22:00                              |
| Półfinały                                         | 05.04.2002                                        | Galaxia Starter Bank Częstochowa AZS – Ivett Jastrzębie Borynia         | retransmisja o 22:00                              |
| Półfinały                                         | 12.04.2002                                        | EKS Skra Bełchatów – Mostostal-Azoty Kędzierzyn-Koźle                   | retransmisja o 22:00                              |
| Finały                                            | 19.04.2002                                        | Mostostal-Azoty Kędzierzyn-Koźle – Galaxia Starter Bank Częstochowa AZS | retransmisja o 22:00                              |
| Finały                                            | 26.04.2002                                        | Galaxia Starter Bank Częstochowa AZS – Mostostal-Azoty Kędzierzyn-Koźle | retransmisja o 22:00                              |
| Finały                                            | 27.04.2002                                        | Galaxia Starter Bank Częstochowa AZS – Mostostal-Azoty Kędzierzyn-Koźle | na żywo                                           |
| Baraże                                            |                                                   |                                                                         |                                                   |
| Kolejka                                           | Data                                              | Mecz                                                                    | Rodzaj transmisji                                 |
| Baraże                                            | 03.05.2002                                        | BBTS Bielsko-Biała – Morze Szczecin                                     | retransmisja o 22:00                              |

## Transfery
| Mostostal-Azoty Kędzierzyn-Koźle                                                                                               | Mostostal-Azoty Kędzierzyn-Koźle                                                                                            | Mostostal-Azoty Kędzierzyn-Koźle |
| Przychodzą | Odchodzą |                                  |
| --- | --- | -------------------------------- |
| - Aleksander Januszkiewicz (KS Citroën Nysa) - Marek Kardoš (Matador Púchov) - Bartłomiej Soroka (Kazimierz Płomień Sosnowiec) | - Michał Chadała (Com Cavi Multimedia Napoli) - Sławomir Gerymski (Morze Szczecin) - Przemysław Lach (1044 Gwardia Wrocław) |                                  |
| W trakcie sezonu | |                                  |
| - Jarosław Stancelewski (Nordea Czarni Radom)                                                                                  | |                                  |

| Galaxia Starter Bank Częstochowa AZS                                                                                             | Galaxia Starter Bank Częstochowa AZS | Galaxia Starter Bank Częstochowa AZS |
| Przychodzą | Odchodzą |                                      |
| --- | --- | ------------------------------------ |
| - Tomass Kalniņš (PCSK/Rīga) - Siniša Reljić (Budvanska Rivijera Budva) - Grzegorz Wagner (BBTS Siatkarz Original Bielsko-Biała) | - Bojan Kostandinović (Crvena zvezda Belgrad) - Dawid Murek (Panathinaikos AO) - Siergiej Orlenko (Dinamo-MGFSO-Olimp Moskwa) - Andrzej Szewiński (Galatasaray) - Łukasz Żygadło (Nordea Czarni Radom) |                                      |
| W trakcie sezonu | |                                      |
| - Andrzej Stelmach (Yahoo! Italia Volley Ferrara) - Grzegorz Szymański (EKS Skra Bełchatów)                                      | |                                      |

| Ivett Jastrzębie Borynia                                                                                     | Ivett Jastrzębie Borynia                                                       | Ivett Jastrzębie Borynia |
| Przychodzą                                                                                                   | Odchodzą                                                                       |                          |
| --- | ------------------------------------------------------------------------------ | ------------------------ |
| - Daniel Matoška (KS Citroën Nysa) - Sławomir Szczygieł (Resovia Modex) - Oleg Ustinow (Nieftjanik Jarosław) | - Krzysztof Janczak (1044 Gwardia Wrocław) - Marcin Kieca (AKS mPunkt Rzeszów) |                          |

| Nordea Czarni Radom | Nordea Czarni Radom | Nordea Czarni Radom |
| Przychodzą | Odchodzą |                     |
| --- | --- | ------------------- |
| - Paweł Biliński ( ) - Miroslav Čajan (Matador Púchov) - Robert Kiwior (SMS PZPS Spała/MKS MOS Płomień Sosnowiec) - Konrad Małecki (Morze Szczecin) - Stanisław Pieczonka (Amber Starogard Gdański) - Łukasz Żygadło (Galaxia Jurajska AZS Bank Częstochowa) | - Jakub Bednaruk (EKS Skra Bełchatów) - Piotr Gabrych (KP Polska Energia Sosnowiec) - Sławomir Kudłaczewski (EKS Skra Bełchatów) - Filip Szewczyk (KP Polska Energia Sosnowiec)                                        |                     |
| W trakcie sezonu | |                     |
| - Artur Maroszek (wznowienie kariery) - Grzegorz Szumielewicz (debiut klubowy) | - Marian Kardas (Eintracht Mendig – I trener) - Adam Nowik (EKS Skra Bełchatów) - Robert Prygiel (EKS Skra Bełchatów) - Jarosław Stancelewski (Mostostal-Azoty Kędzierzyn-Koźle) - Igor Woronin (1044 Gwardia Wrocław) |                     |

| PZU AZS Olsztyn | PZU AZS Olsztyn | PZU AZS Olsztyn |
| Przychodzą | Odchodzą |                 |
| --- | --- | --------------- |
| - Piotr Kempisty (Legia Warszawa) - Paweł Kuciński (KS Citroën Nysa) - Adam Kurian (wychowanek) - Serhij Żywołożnyj (Azot Czerkasy) | - Szymon Fiedorow (Gwardia Szczytno – I trener) - Piotr Poskrobko (Stolarka Wołomin) - Leszek Urbanowicz (Gwardia Szczytno) - Arkadiusz Wiśniewski (Gwardia Szczytno) |                 |
| W trakcie sezonu | |                 |
| - Michał Chadała (Com Cavi Multimedia Napoli) - Jesper Petersen (DHG Odense) - Donald Suxho (bez klubu)                             | |                 |

| Stolarka Wołomin | Stolarka Wołomin | Stolarka Wołomin |
| Przychodzą | Odchodzą |                  |
| --- | --- | ---------------- |
| - Jakub Korpak (MOS Wola Warszawa) - Maciej Kosmol (MOS Wola Warszawa) - Grzegorz Pilarz (BBTS Siatkarz Original Bielsko-Biała) - Piotr Poskrobko (Indykpol AZS Olsztyn) - Witold Roman (Morze Szczecin) | - Grzegorz Kołodziej (BBTS Siatkarz Original Bielsko-Biała) - Maciej Olszewski (zmarł) - Marcin Sadecki (Len Metamex Żyrardów) - Zbigniew Żukowski (AZS Opole) |                  |

| KS Nysa | KS Nysa | KS Nysa |
| Przychodzą | Odchodzą |         |
| --- | --- | ------- |
| - Pavel Chudík (E.ON hotVolleys Wiedeń) - Karol Hachuła (Stilon Gorzów) - Martin Kop (AS Cannes) - Maciej Krupnik (Gwardia Wrocław) - Arkadiusz Olejniczak (wychowanek) - Łukasz Olejniczak (wychowanek) - Petr Sedláček (VSC Fatra Zlín) | - Roman Bartuzi (GTPS Gorzów Wielkopolski) - Aleksander Januszkiewicz (Mostostal-Azoty Kędzierzyn-Koźle) - Paweł Kuciński (PZU AZS Olsztyn) - Adam Kurek (1044 Gwardia Wrocław) - Daniel Matoška (Ivett Jastrzębie Borynia) - Bogusław Mienculewicz ( ) - Zbigniew Rektor (AZS Opole) - Pavel Řezníček (1044 Gwardia Wrocław) |         |

| Morze Szczecin | Morze Szczecin | Morze Szczecin |
| Przychodzą | Odchodzą |                |
| --- | --- | -------------- |
| - Sławomir Gerymski (Mostostal-Azoty Kędzierzyn-Koźle) - Krzysztof Kocik (Stilon Gorzów) - Marcin Olichwer (SMS PZPS Spała) - Aleš Paták (Stavbár Žilina) | - Anatolij Birżewoj (Lokomotiw-Biełogorje Biełgorod) - Krzysztof Kowejsza (KP Polska Energia Sosnowiec) - Tomasz Kozłowski (Gwardia Szczytno) - Konrad Małecki (Nordea Czarni Radom) - Jakub Markiewicz (1044 Gwardia Wrocław) - Witold Roman (Stolarka Wołomin) - Stanisław Szewczenko (Łucz Moskwa) |                |
| W trakcie sezonu | |                |
| - Scott Bunker (Brigham Young University) - Jerzy Zwierko (Laser Szczecin)                                                                                | |                |

| 1044 Gwardia Wrocław | 1044 Gwardia Wrocław | 1044 Gwardia Wrocław |
| Przychodzą | Odchodzą |                      |
| --- | --- | -------------------- |
| - Dejan Brđović (Lube Banca Marche Macerata) - Grzegorz Górnik (SMS PZPS Spała) - Krzysztof Janczak (Jastrzębie Borynia) - Adam Kurek (KS Citroën Nysa) - Przemysław Lach (Mostostal-Azoty Kędzierzyn-Koźle) - Jakub Markiewicz (Morze Szczecin) - Pavel Řezníček (KS Citroën Nysa) - Michał Uliński (SMS PZPS Spała) | - Witold Chwastyniak (Chemik Bydgoszcz) - Mariusz Dutkiewicz (1044 Gwardia Wrocław – II trener) - Arkadiusz Jaskólski (Chełmiec Wałbrzych) - Maciej Krupnik (KS Nysa) - Juliusz Misztal ( ) - Marcin Owczarski (BBTS Siatkarz Original Bielsko-Biała) - Konstantin Sidienko (Ziraat Bankası) - Sebastian Staniewski (AZS Gwardia Gubin Zielona Góra) - Maciej Zając (KP Polska Energia Sosnowiec) |                      |
| W trakcie sezonu | |                      |
| - Dariusz Stanicki (Galaxia Starter Bank Częstochowa AZS) - Igor Woronin (Nordea Czarni Radom) | - Dejan Brđović (AEK) |                      |

| EKS Skra Bełchatów | EKS Skra Bełchatów | EKS Skra Bełchatów |
| Przychodzą | Odchodzą |                    |
| --- | --- | ------------------ |
| - Jakub Bednaruk (Warka Strong Czarni Radom) - Siergiej Bielanskij ( ) - Sławomir Kudłaczewski (Warka Strong Czarni Radom) - Paweł Maciejewicz (Stilon Gorzów) - Tomasz Rosa (Len Żyrardów) - Zbigniew Zieliński (Martigues VB) | - Krzysztof Domagała (SPS Zduńska Wola) - Grzegorz Kosatka (Górnik Radlin) - Marek Kwieciński (zakończenie kariery) - Robert Malicki (zakończenie kariery) - Jacek Pasiński (Wifama Łódź) |                    |
| W trakcie sezonu | |                    |
| - Adam Nowik (Nordea Czarni Radom) - Robert Prygiel (Nordea Czarni Radom) | - Grzegorz Szymański (Galaxia Starter Bank Częstochowa AZS) |                    |

## Składy drużyn
| 1044 Gwardia Wrocław     | 1044 Gwardia Wrocław             | 1044 Gwardia Wrocław | 1044 Gwardia Wrocław | 1044 Gwardia Wrocław |
| Nr                       | Imię i nazwisko                  | Data ur.             | Wzrost               | Pozycja              |
| ------------------------ | -------------------------------- | -------------------- | -------------------- | -------------------- |
| 1                        | Rafał Kwasowski                  | 10.02.1971           | 196                  | libero               |
| 2                        | Pavel Řezníček                   | 22.04.1971           | 199                  | rozgrywający         |
| 3                        | Krzysztof Janczak                | 12.11.1974           | 202                  | atakujący            |
| 4                        | Marcin Jarosz                    | 07.08.1980           | 195                  | przyjmujący          |
| 5                        | Igor Woronin (od 09.11.2001)     | 23.07.1974           | 192                  | przyjmujący          |
| 6                        | Dariusz Stanicki (od 12.01.2002) | 03.01.1965           | 189                  | rozgrywający         |
| 7                        | Adam Kurek                       | 20.04.1968           | 196                  | uniwersalny          |
| 8                        | Ireneusz Kłos                    | 14.09.1959           | 196                  | rozgrywający         |
| 9                        | Przemysław Lach                  | 16.04.1979           | 198                  | środkowy             |
| 10                       | Jakub Markiewicz                 | 15.07.1972           | 206                  | środkowy             |
| 11                       | Michał Uliński                   | 18.05.1982           | 199                  | atakujący            |
| 12                       | Albert Semeniuk                  | 31.05.1967           | 198                  | środkowy             |
| 13                       | Grzegorz Górnik                  | 10.03.1982           | 188                  | libero               |
| Odeszli w trakcie sezonu |                                  |                      |                      |                      |
| 5                        | Dejan Brđović (do 03.11.2001)    | 21.02.1966           | 196                  | przyjmujący          |
| Trenerzy                 |                                  |                      |                      |                      |
|                          | Maciej Jarosz                    | Trener               | Trener               | Trener               |
|                          | Mariusz Dutkiewicz               | Asystent trenera     | Asystent trenera     | Asystent trenera     |

| EKS Skra Bełchatów       | EKS Skra Bełchatów                 | EKS Skra Bełchatów | EKS Skra Bełchatów | EKS Skra Bełchatów |
| Nr                       | Imię i nazwisko                    | Data ur.           | Wzrost             | Pozycja            |
| ------------------------ | ---------------------------------- | ------------------ | ------------------ | ------------------ |
| 1                        | Adam Nowik (od 01.02.2002)         | 23.04.1975         | 205                | środkowy           |
| 3                        | Paweł Maciejewicz                  | 29.01.1980         | 198                | atakujący          |
| 4                        | Tomasz Rosa                        | 05.03.1976         | 198                | środkowy           |
| 5                        | Sławomir Kudłaczewski              | 23.05.1972         | 194                | przyjmujący        |
| 6                        | Zbigniew Zieliński                 | 29.03.1964         | 196                | rozgrywający       |
| 7                        | Leszek Czerlonek                   | 16.03.1969         | 191                | libero             |
| 8                        | Tomasz Skalski                     | 25.05.1973         | 191                | atakujący          |
| 9                        | Siergiej Bielanskij                | 28.12.1972         | 202                | środkowy           |
| 10                       | Robert Prygiel (od 01.02.2002)     | 17.04.1976         | 200                | atakujący          |
| 11                       | Maciej Bartodziejski               | 15.10.1973         | 189                | uniwersalny        |
| 12                       | Piotr Szulc                        | 18.11.1976         | 191                | przyjmujący        |
| 15                       | Tomasz Paluch                      | 24.11.1970         | 194                | środkowy           |
| 17                       | Jakub Bednaruk                     | 09.09.1976         | 188                | rozgrywający       |
| Odeszli w trakcie sezonu |                                    |                    |                    |                    |
| 2                        | Grzegorz Szymański (do 31.01.2002) | 12.07.1978         | 202                | atakujący          |
| Trenerzy                 |                                    |                    |                    |                    |
|                          | Wiesław Czaja                      | Trener             | Trener             | Trener             |
|                          | Jacek Nawrocki                     | Asystent trenera   | Asystent trenera   | Asystent trenera   |

| Galaxia Starter Bank Częstochowa AZS | Galaxia Starter Bank Częstochowa AZS | Galaxia Starter Bank Częstochowa AZS | Galaxia Starter Bank Częstochowa AZS | Galaxia Starter Bank Częstochowa AZS |
| Nr                                   | Imię i nazwisko                      | Data ur.                             | Wzrost                               | Pozycja                              |
| ------------------------------------ | ------------------------------------ | ------------------------------------ | ------------------------------------ | ------------------------------------ |
| 1                                    | Radosław Panas                       | 11.05.1970                           | 195                                  | przyjmujący                          |
| 2                                    | Grzegorz Wagner                      | 13.12.1965                           | 182                                  | rozgrywający                         |
| 3                                    | Michał Bąkiewicz                     | 22.03.1981                           | 197                                  | przyjmujący                          |
| 4                                    | Damian Dacewicz                      | 28.09.1974                           | 209                                  | środkowy                             |
| 5                                    | Arkadiusz Gołaś                      | 10.05.1981                           | 201                                  | środkowy                             |
| 6                                    | Siniša Reljić                        | 27.02.1970                           | 197                                  | przyjmujący                          |
| 7                                    | Krzysztof Ignaczak                   | 15.05.1978                           | 188                                  | libero                               |
| 8                                    | Jakub Oczko                          | 27.12.1981                           | 193                                  | rozgrywający                         |
| 9                                    | Marcin Nowak                         | 17.10.1975                           | 215                                  | środkowy                             |
| 10                                   | Andrzej Stelmach (od 20.02.2002)     | 15.08.1972                           | 200                                  | rozgrywający                         |
| 11                                   | Bartosz Szcześniewski                | 15.05.1977                           | 202                                  | środkowy                             |
| 12                                   | Grzegorz Kokociński                  | 18.09.1981                           | 195                                  | uniwersalny                          |
| 13                                   | Tomass Kalniņš                       | 17.05.1977                           | 202                                  | atakujący                            |
| 14                                   | Grzegorz Szymański (od 01.02.2002)   | 12.07.1978                           | 202                                  | atakujący                            |
| Trenerzy                             |                                      |                                      |                                      |                                      |
|                                      | Ireneusz Mazur                       | Trener                               | Trener                               | Trener                               |
|                                      | Stanisław Gościniak                  | Asystent trenera                     | Asystent trenera                     | Asystent trenera                     |

| Ivett Jastrzębie Borynia | Ivett Jastrzębie Borynia | Ivett Jastrzębie Borynia | Ivett Jastrzębie Borynia | Ivett Jastrzębie Borynia |
| Nr                       | Imię i nazwisko          | Data ur.                 | Wzrost                   | Pozycja                  |
| ------------------------ | ------------------------ | ------------------------ | ------------------------ | ------------------------ |
| 1                        | Sławomir Szczygieł       | 02.06.1978               | 203                      | środkowy                 |
| 2                        | Robert Milbrant          | 22.02.1973               | 190                      | przyjmujący              |
| 3                        | Przemysław Michalczyk    | 19.01.1973               | 189                      | przyjmujący              |
| 4                        | Andriej Tołoczko         | 05.01.1969               | 202                      | środkowy                 |
| 5                        | Adam Gniecki             | 19.07.1974               | 191                      | atakujący                |
| 6                        | Paweł Wrzeszcz           | 27.06.1967               | 186                      | rozgrywający             |
| 7                        | Krzysztof Wójcik         | 20.10.1960               | 181                      | libero                   |
| 9                        | Wojciech Pawłowski       | 25.05.1982               | 202                      | środkowy                 |
| 10                       | Łukasz Kruk              | 11.05.1978               | 187                      | rozgrywający             |
| 11                       | Grzegorz Nowak           | 11.03.1975               | 200                      | środkowy                 |
| 12                       | Oleg Ustinow             | 20.06.1974               | 198                      | atakujący                |
| 13                       | Daniel Matoška           | 14.03.1971               | 200                      | atakujący                |
| Trenerzy                 |                          |                          |                          |                          |
|                          | Jan Such                 | Trener                   | Trener                   | Trener                   |
|                          | Leszek Dejewski          | Asystent trenera         | Asystent trenera         | Asystent trenera         |

| KS Nysa  | KS Nysa              | KS Nysa          | KS Nysa          | KS Nysa          |
| Nr       | Imię i nazwisko      | Data ur.         | Wzrost           | Pozycja          |
| -------- | -------------------- | ---------------- | ---------------- | ---------------- |
| 1        | Maciej Krupnik       | 11.12.1971       | 196              | środkowy         |
| 2        | Rafał Dymowski       | 20.06.1972       | 200              | środkowy         |
| 3        | Janusz Bułkowski     | 31.05.1967       | 190              | atakujący        |
| 4        | Łukasz Olejniczak    | 30.01.1984       | 191              | przyjmujący      |
| 7        | Petr Sedláček        | 09.05.1971       | 201              | środkowy         |
| 8        | Karol Hachuła        | 21.05.1974       | 202              | atakujący        |
| 9        | Martin Kop           | 08.04.1969       | 194              | libero           |
| 10       | Dariusz Ratajczak    | 26.02.1964       | 184              | rozgrywający     |
| 11       | Michał Jaszewski     | 30.04.1979       | 189              | przyjmujący      |
| 12       | Pavel Chudík         | 19.05.1974       | 190              | rozgrywający     |
| 13       | Piotr Łuka           | 09.06.1980       | 191              | przyjmujący      |
| 14       | Arkadiusz Olejniczak | 30.01.1984       | 191              | atakujący        |
| Trenerzy |                      |                  |                  |                  |
|          | Jerzy Salwin         | Trener           | Trener           | Trener           |
|          | Andrzej Kaczmarek    | Asystent trenera | Asystent trenera | Asystent trenera |

| Morze Szczecin | Morze Szczecin                     | Morze Szczecin   | Morze Szczecin   | Morze Szczecin        |
| Nr             | Imię i nazwisko                    | Data ur.         | Wzrost           | Pozycja               |
| -------------- | ---------------------------------- | ---------------- | ---------------- | --------------------- |
| 1              | Radosław Wnuk                      | 25.09.1978       | 207              | środkowy              |
| 2              | Krzysztof Gierczyński              | 23.01.1976       | 193              | przyjmujący           |
| 3              | Aleš Paták                         | 02.01.1978       | 197              | środkowy              |
| 4              | Wojciech Jurkiewicz                | 21.06.1977       | 205              | środkowy              |
| 5              | Radosław Rybak                     | 25.03.1973       | 195              | atakujący             |
| 6              | Sławomir Gerymski                  | 02.09.1968       | 186              | rozgrywający          |
| 7              | Adam Cziszewski                    | 13.06.1975       | 193              | libero                |
| 8              | Michał Peciakowski                 | 25.07.1981       | 196              | rozgrywający          |
| 9              | Marcin Olichwer                    | 05.03.1982       | 194              | atakujący             |
| 10             | Krzysztof Grzesiowski              | 10.05.1981       | 205              | przyjmujący           |
| 11             | Michał Ostrowski                   | 10.01.1975       | 186              | uniwersalny           |
| 12             | Krzysztof Kocik                    | 25.07.1979       | 198              | przyjmujący/atakujący |
| 14             | Jerzy Zwierko (od 01.02.2002)      | 27.03.1965       | 185              | rozgrywający          |
| 15             | Scott Bunker (od 31.01.2002)       | 27.04.1976       | 193              | środkowy              |
| Trenerzy       |                                    |                  |                  |                       |
|                | Janusz Wojdyga (od 30.01.2002)     | Trener           | Trener           | Trener                |
|                | Sławomir Gerymski (do 29.01.2002)  | Trener           | Trener           | Trener                |
|                | Andrzej Winiarczyk (od 30.01.2002) | Asystent trenera | Asystent trenera | Asystent trenera      |
|                | Jerzy Taczała (do 25.01.2002)      | Asystent trenera | Asystent trenera | Asystent trenera      |

| Mostostal-Azoty Kędzierzyn-Koźle | Mostostal-Azoty Kędzierzyn-Koźle      | Mostostal-Azoty Kędzierzyn-Koźle | Mostostal-Azoty Kędzierzyn-Koźle | Mostostal-Azoty Kędzierzyn-Koźle |
| Nr                               | Imię i nazwisko                       | Data ur.                         | Wzrost                           | Pozycja                          |
| -------------------------------- | ------------------------------------- | -------------------------------- | -------------------------------- | -------------------------------- |
| 2                                | Roland Dembończyk                     | 12.08.1971                       | 196                              | atakujący                        |
| 3                                | Piotr Lipiński                        | 04.01.1979                       | 195                              | rozgrywający                     |
| 6                                | Marek Kardoš                          | 15.04.1974                       | 187                              | rozgrywający                     |
| 7                                | Dušan Kubica                          | 12.12.1972                       | 186                              | libero                           |
| 8                                | Rafał Musielak                        | 22.08.1973                       | 194                              | przyjmujący                      |
| 9                                | Wojciech Serafin                      | 20.06.1978                       | 194                              | przyjmujący                      |
| 10                               | Robert Szczerbaniuk                   | 29.05.1977                       | 199                              | środkowy                         |
| 11                               | Marcin Prus                           | 16.10.1978                       | 198                              | środkowy                         |
| 12                               | Jarosław Stancelewski (od 14.11.2001) | 11.05.1974                       | 204                              | środkowy                         |
| 13                               | Sebastian Świderski                   | 26.06.1977                       | 193                              | przyjmujący                      |
| 14                               | Paweł Papke                           | 13.02.1977                       | 196                              | atakujący                        |
| 16                               | Aleksander Januszkiewicz              | 25.05.1979                       | 200                              | środkowy                         |
| 17                               | Bartłomiej Soroka                     | 17.01.1979                       | 200                              | przyjmujący                      |
| Trenerzy                         |                                       |                                  |                                  |                                  |
|                                  | Waldemar Wspaniały                    | Trener                           | Trener                           | Trener                           |
|                                  | Andrzej Kubacki                       | Asystent trenera                 | Asystent trenera                 | Asystent trenera                 |

| Nordea Czarni Radom      | Nordea Czarni Radom                   | Nordea Czarni Radom | Nordea Czarni Radom | Nordea Czarni Radom |
| Nr                       | Imię i nazwisko                       | Data ur.            | Wzrost              | Pozycja             |
| ------------------------ | ------------------------------------- | ------------------- | ------------------- | ------------------- |
| 2                        | Marcin Kocik                          | 07.05.1979          | 196                 | przyjmujący         |
| 3                        | Krzysztof Staniec                     | 05.07.1978          | 195                 | środkowy            |
| 4                        | Stanisław Pieczonka                   | 04.08.1979          | 200                 | przyjmujący         |
| 5                        | Łukasz Żygadło                        | 02.08.1979          | 201                 | rozgrywający        |
| 6                        | Konrad Małecki                        | 06.01.1979          | 200                 | przyjmujący         |
| 7                        | Miroslav Čajan                        | 29.02.1976          | 196                 | przyjmujący         |
| 11                       | Maciej Pawliński                      | 02.02.1983          | 193                 | przyjmujący         |
| 12                       | Paweł Biliński                        | 01.05.1980          | 178                 | libero              |
| 14                       | Artur Maroszek (od 02.02.2002)        | 21.07.1970          | 199                 | atakujący           |
| 15                       | Grzegorz Szumielewicz (od 02.02.2002) | 21.06.1984          | 192                 | przyjmujący         |
| Odeszli w trakcie sezonu |                                       |                     |                     |                     |
| 1                        | Igor Woronin (do 08.11.2001)          | 23.07.1974          | 192                 | przyjmujący         |
| 9                        | Robert Prygiel (do 31.01.2002)        | 17.04.1976          | 200                 | atakujący           |
| 10                       | Adam Nowik (do 31.01.2002)            | 23.04.1975          | 205                 | środkowy            |
| 14                       | Jarosław Stancelewski (do 13.11.2001) | 11.05.1974          | 204                 | środkowy            |
| 15                       | Marian Kardas (do 21.11.2001)         | 27.01.1962          | 192                 | libero              |
| Trenerzy                 |                                       |                     |                     |                     |
|                          | Andrzej Skorupa (od 04.02.2002)       | Trener              | Trener              | Trener              |
|                          | Wojciech Drzyzga (do 30.01.2002)      | Trener              | Trener              | Trener              |
|                          | ?                                     | Asystent trenera    | Asystent trenera    | Asystent trenera    |
|                          | Marian Kardas (do 21.11.2001)         | Asystent trenera    | Asystent trenera    | Asystent trenera    |

| PZU AZS Olsztyn | PZU AZS Olsztyn                     | PZU AZS Olsztyn  | PZU AZS Olsztyn  | PZU AZS Olsztyn  |
| Nr              | Imię i nazwisko                     | Data ur.         | Wzrost           | Pozycja          |
| --------------- | ----------------------------------- | ---------------- | ---------------- | ---------------- |
| 1               | Tomasz Kowalczyk                    | 15.03.1976       | 198              | środkowy         |
| 2               | Wojciech Grzyb                      | 04.01.1981       | 206              | środkowy         |
| 3               | Jesper Petersen (od 23.11.2001)     | 21.02.1972       | 195              | przyjmujący      |
| 4               | Wojciech Szczurowski                | 14.04.1976       | 193              | przyjmujący      |
| 5               | Maciej Dobrowolski                  | 19.03.1977       | 190              | rozgrywający     |
| 6               | Michał Chadała (od 19.01.2002)      | 15.10.1977       | 197              | przyjmujący      |
| 7               | Paweł Kuciński                      | 15.03.1973       | 193              | libero           |
| 8               | Krzysztof Śmigiel                   | 06.05.1974       | 198              | atakujący        |
| 9               | Adam Kurian                         | 07.10.1982       | 202              | atakujący        |
| 10              | Piotr Kempisty                      | 28.06.1979       | 196              | przyjmujący      |
| 11              | Łukasz Kadziewicz                   | 20.09.1980       | 206              | środkowy         |
| 12              | Donald Suxho (od 13.12.2001)        | 21.02.1976       | 196              | rozgrywający     |
| 13              | Artur Pieśniak                      | 13.11.1975       | 193              | rozgrywający     |
| 14              | Paweł Siezieniewski                 | 27.12.1981       | 199              | przyjmujący      |
| 15              | Paweł Szabelski                     | 22.12.1981       | 195              | środkowy         |
| 17              | Serhij Żywołożnyj                   | 15.05.1976       | 199              | przyjmujący      |
| Trenerzy        |                                     |                  |                  |                  |
|                 | Bogusław Cieciórski (od 18.12.2001) | Trener           | Trener           | Trener           |
|                 | Maciej Tyborowski (do 17.12.2001)   | Trener           | Trener           | Trener           |
|                 | Andrzej Grygołowicz                 | Asystent trenera | Asystent trenera | Asystent trenera |

| Stolarka Wołomin | Stolarka Wołomin  | Stolarka Wołomin | Stolarka Wołomin | Stolarka Wołomin      |
| Nr               | Imię i nazwisko   | Data ur.         | Wzrost           | Pozycja               |
| ---------------- | ----------------- | ---------------- | ---------------- | --------------------- |
| 1                | Maciej Wołosz     | 29.01.1982       | 198              | przyjmujący           |
| 2                | Witold Roman      | 06.03.1967       | 203              | środkowy              |
| 3                | Daniel Pliński    | 10.12.1978       | 204              | środkowy              |
| 4                | Mariusz Sordyl    | 27.11.1969       | 198              | atakujący             |
| 5                | Grzegorz Otko     | 03.02.1971       | 200              | środkowy              |
| 6                | Jacek Małkowski   | 08.03.1965       | 184              | rozgrywający          |
| 7                | Mariusz Firszt    | 03.05.1971       | 189              | przyjmujący/atakujący |
| 8                | Piotr Poskrobko   | 07.07.1973       | 194              | przyjmujący           |
| 10               | Hubert Milewski   | 09.12.1974       | 193              | libero                |
| 12               | Tomasz Laskowski  | 01.02.1972       | 193              | przyjmujący           |
| 13               | Rafał Legień      | 24.10.1969       | 190              | przyjmujący           |
| 14               | Jakub Korpak      | 16.02.1981       | 198              | przyjmujący           |
| 15               | Grzegorz Pilarz   | 12.02.1980       | 188              | rozgrywający          |
| 16               | Maciej Kosmol     | 22.09.1982       | 190              | libero                |
| Trenerzy         |                   |                  |                  |                       |
|                  | Krzysztof Felczak | Trener           | Trener           | Trener                |
|                  | Paweł Czumaj      | Asystent trenera | Asystent trenera | Asystent trenera      |